# Парыгин, Борис Дмитриевич
Бори́с Дми́триевич Пары́гин (19 июня 1930, Ленинград — 9 апреля 2012, Санкт-Петербург) — советский и российский философ и психолог, один из основоположников научной социальной психологии в Советском Союзе. Доктор философских наук (1967), профессор (1966). Специалист в области философско-социологических проблем социальной психологии — её истории, методологии, теории и праксеологии. Заслуженный деятель науки Российской Федерации (1999).
Уже на старших курсах обучения на философском факультете Ленинградского государственного университета (1948—1953) основным объектом своего профессионального интереса Борис Парыгин избрал взаимоотношения личности и общества.
Начиная со второй половине 1950-х годов в серии статей и выступлений Парыгин говорит о необходимости понимания социальной психологии, как области самостоятельного научного знания.
Данный вопрос систематически рассматривался учёным в статьях, публиковавшихся в научных и научно-популярных изданиях, в том числе на русском (Вопросы психологии, 1962; 1966, Вестник ЛГУ, 1959; 1962; Философские науки, 1964), английском (American Psychologist, 1964), венгерском (Magyar Pszichológiai Szemle, 1964; 1965; 1978) немецком (Gesellschaftswissenschaftliche, 1963), литовском (Švyturys, 1973), чешском (Otázky vědeckého ateismu, 1977), словацком (Metodologické problémy sociálnej psychológie, 1980), болгарском (Психологически проблеми на образованието, 1981).
Б. Д. Парыгин — автор первой в Советском Союзе монографии по социальной психологии «Социальная психология как наука» (ЛГУ, 1965), в которой была сформулирована теоретическая основа социальной психологии как самодостаточной системы научного знания, её методологии, предмета и области, структуры и статуса в поле гуманитарного и естественнонаучного знания.
Впоследствии этот труд неоднократно переиздавался: на русском (Лениздат, 1967), болгарском (София, 1968), чешском (Прага, 1968), испанском (Монтевидео, 1967, Гавана, 1974), португальском (Рио-де-Жанейро, 1972) языках.
Наиболее известными работами Б. Д. Парыгина по-прежнему остаются фундаментальное исследование «Основы социально-психологической теории», опубликованной на русском (Москва, 1971), немецком (Берлин, 1975, Кёльн, 1975, Берлин, 1976, Кёльн, 1982) и японском (Токио, 1977) языках; монографии: «Общественное настроение» (1966), «Научно-техническая революция и личность» (1978) и «Социально-психологический климат коллектива» (1981).

## Биография

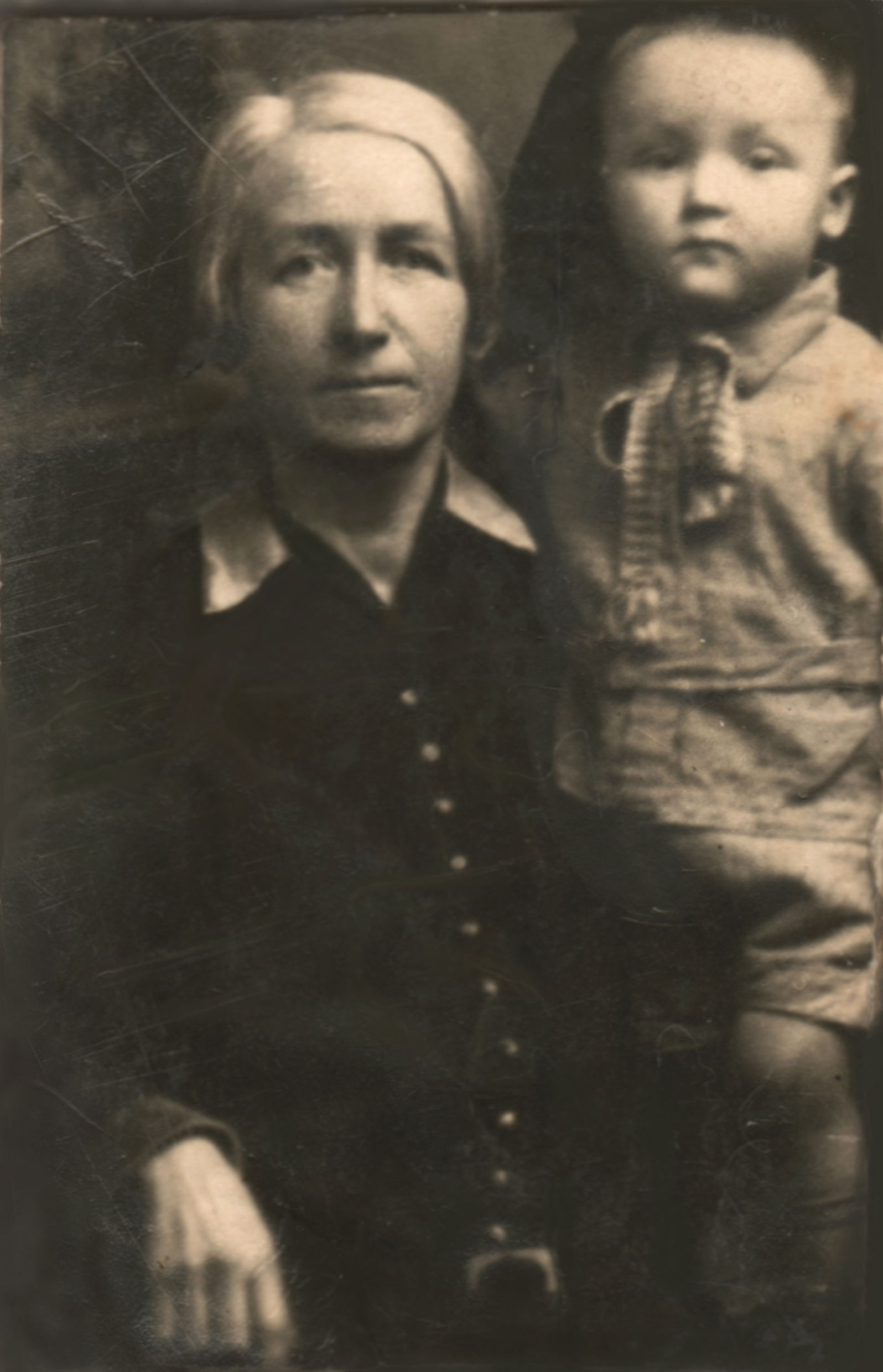
Борис Парыгин со своей бабушкой Парыгиной Зинаидой Александровной. Ленинград. 1933

### Родители
Отец — Парыгин Дмитрий Тимофеевич (16.02.1908, Ст. Петербург — 23.02.1974, Ленинград). Мать — Парыгина (Моисеева) Федосья Петровна (05.06.1909, пос. Вартемяги — 19.01.1967, Ленинград).
Кроме Бориса в семье было три дочери: Тамара Дмитриевна Парыгина (1937—1961), Нина Дмитриевна Парыгина (1933), Вера Дмитриевна Парыгина (1945).
Отец — член ВКПБ с 1926 года. В годы Второй мировой войны — капитан, командир дивизиона САУ. Добровольцем (с 11 сентября 1941) прошёл с боями от Невского пятачка до границы Германии. Участвовал в штурме Кёнигсберга. Кавалер орденов (ордена Красной Звезды, 24.02.1944 и Отечественной войны 2-й степени, 25.01.1945). Имел наградное личное оружие.
После ВОВ (как и до войны) служил в управлении хлебной промышленности. Осенью 1948 года, в череде судебных процессов по Ленинградскому делу, был осуждён на 12 лет. Отсидел 6 лет в Свирском концентрационно-трудовом лагере (Подпорожье), вскоре после смерти Сталина был досрочно освобождён по амнистии (3 ноября 1953). Впоследствии судимость с него была снята за отсутствием состава преступления.
Дед по линии отца — Парыгин Тимофей (188?, Ст. Петербург — 192?, Петроград). До революции 1917 года работал управляющим на Калинкинском пивоваренном заводе; умер от заражения крови через занозу. Бабушка по линии отца — Парыгина Зинаида Александровна (188?, Великий Новгород — 29.12.1968, Ленинград), православная мещанка, крестила Бориса в младенчестве, в тайне от его отца.

### Детство и юность

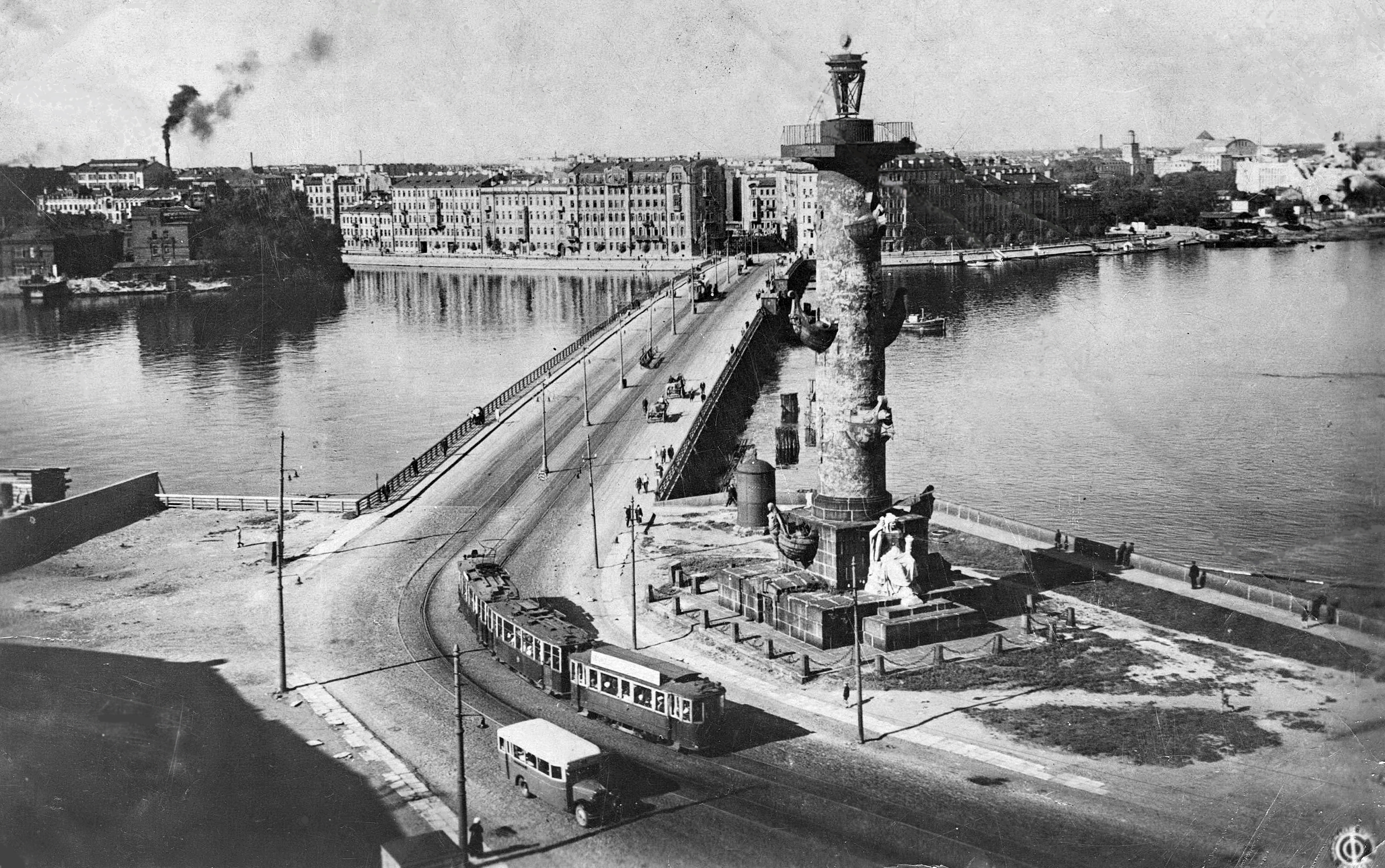
Ленинград. Петроградская сторона от Стрелки Васильевского острова. 1935

Два первых года жизни Бориса Парыгина воспитывала его бабушка, мать отца — Зинаида Александровна Парыгина, у которой он и жил, в доме на Литовской улице Выборгской стороны Ленинграда. Потом — в разных домах на Петроградской стороне (ПС). Первая квартира его родителей находилась на втором этаже дома по Саблинской улице у Ситного рынка; следующая — в доме на углу Большого проспекта, 51 и улицы Ленина, 9 (кв. 27). В первый класс школы для мальчиков, располагавшейся на Большом проспекте ПС, Борис пошёл в сентябре 1938 года.
Подростком пережил первый год ленинградской блокады. Его семья не покинула город с началом Великой Отечественной войны. На задворках ПС охотился на городских птиц из самодельного пистолета со своим одногодкой, соседом по дому на улице Ленина и приятелем того времени, Ильёй Глазуновым. Скудные охотничьи трофеи использовались для приготовления похлёбки. В сентябре 1942 года, в возрасте 12 лет, вместе с матерью и двумя сестрами по Ладожскому озеру был вывезен на «Большую землю» из осаждённого города. Эвакуацию провёл в Сибири, в селе Екатериновка Красноярского края. Учился в школе и работал на лесозаготовках.

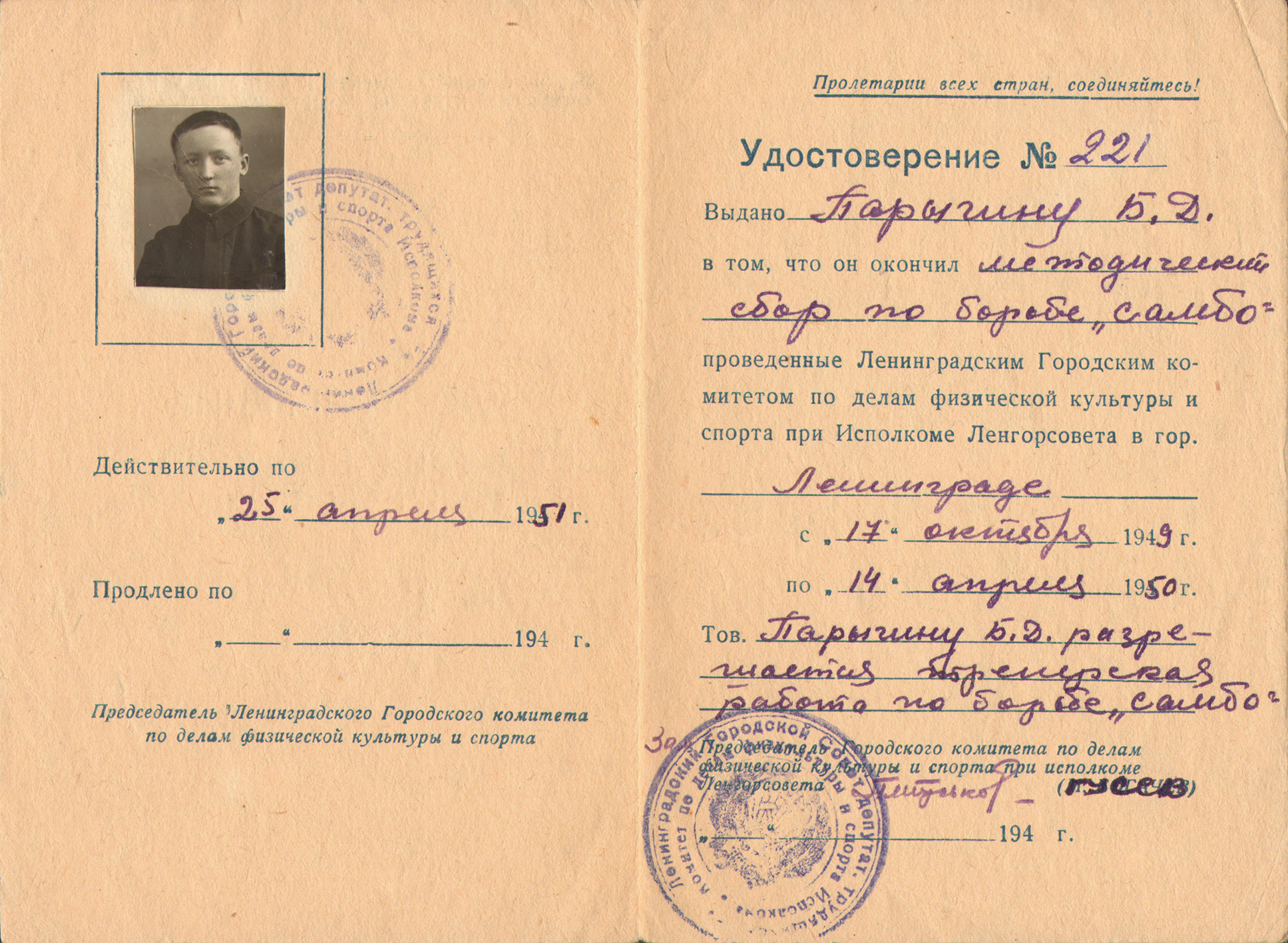
Удостоверение тренера по самбо. Ленинград. 1950

В Ленинград вернулся после снятия блокады, весной 1944 года. Учился в школе на Петроградской стороне. В старших классах, чтобы «не опоздать», занимался параллельно в двух классах разных школ: в 8 классе на дневном отделении и, по собственноручно подделанной справке, на вечернем в 9 классе школы № 33 на Большом проспекте. В итоге, через год поступил в 10-й класс 51 мужской школы на Петрозаводской улице, 12, которую успешно окончил. Планов стать философом у юного Парыгина не было. Вначале он хотел поступить в танковое училище, затем в Школу юнг, но его никуда не приняли по возрасту.
В 1945 году отец, некоторое время выполнявший функции коменданта Кёнигсберга, привёз из Германии трофейное пианино и красивый аккордеон «Meinel & Herold», что стало поводом для начала занятий Бориса музыкой. За несколько лет постоянных упражнений он самостоятельно освоил игру на обоих музыкальных инструментах. Родители попробовали отдать сына на дальнейшее обучение игре на аккордеоне в ДК Промкооперации, но после прослушивания оказалось что юноша уже играет лучше преподавателя. На аккордеоне он исполнил такую сложную вещь, как музыкальная тема Арама Хачатуряна к балету «Маскарад» на сюжет одноимённой драмы Михаила Лермонтова.

### Становление

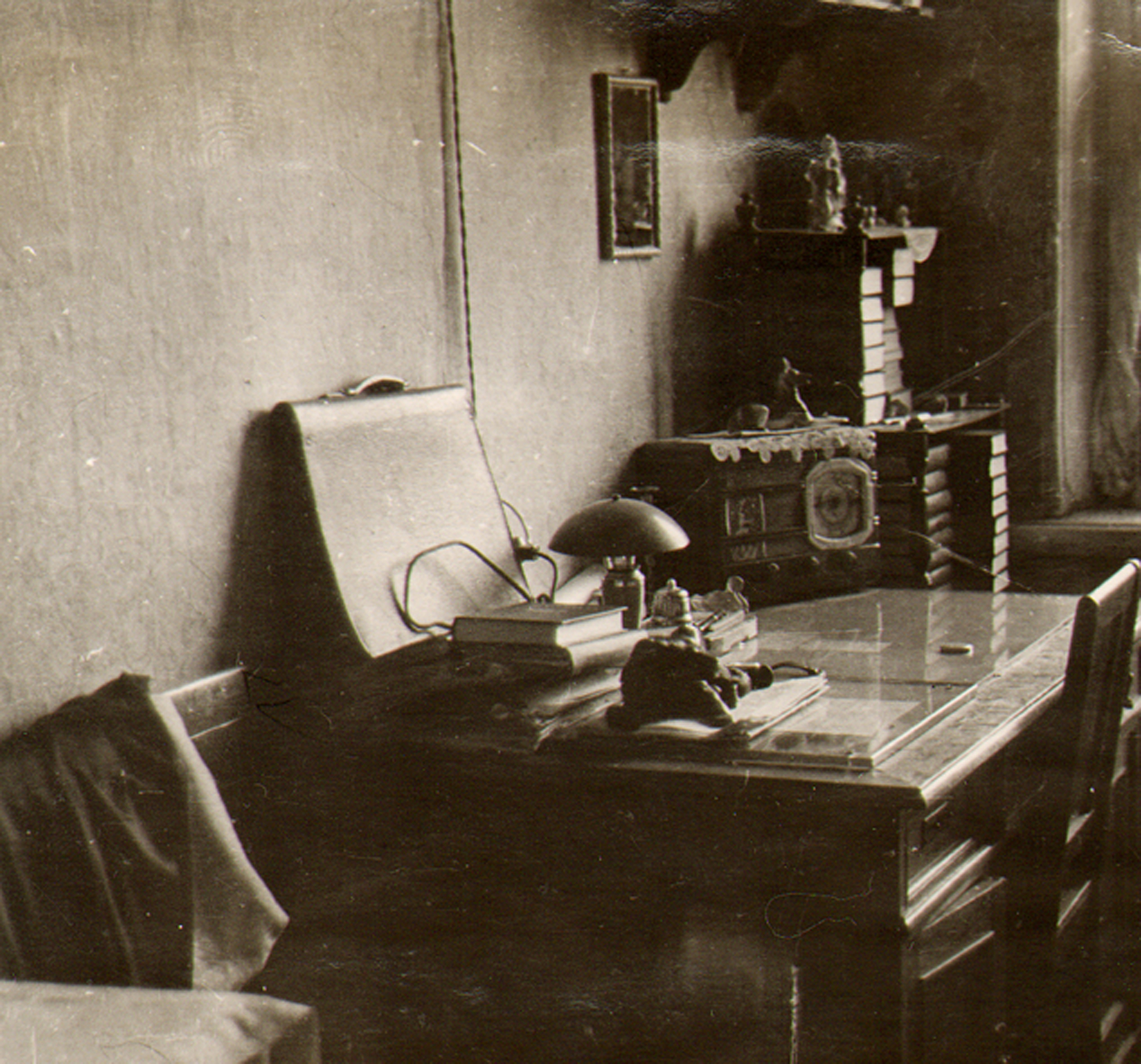
Рабочий стол Парыгина на ул. Салтыкова-Щедрина. 1957

Сразу после школы, летом 1948 года, успев в июне окончить курсы стенографии, Парыгин, не без сложностей, поступил на философский факультет Ленинградского государственного университета (1948—1953, диплом с отличием). Уже в это время определился его интерес к социальной психологии, который развивался по мере учебной и научной работы.
В студенческие годы был членом совета СНО и правления спортклуба университета. Во второй половине 1940-х годов увлёкся боевыми видами спорта — под руководством мастера спорта И. П. Осипова тренировался в школе бокса на Крестовском острове, затем занимался самбо. Участвовал в соревнованиях, выезжал на сборы, стал чемпионом ЛГУ в лёгком весе. В апреле 1950 года получил сертификат тренера по самбо. К 1957 году прекратил занятия единоборствами и увлёкся водным спортом — плавал на байдарках на Гребном канале.
7 ноября 1957 года женился на Алевтине Арисовне Студзенек. С 1957 по 1959 годы супруги жили у родственников в маленькой комнате коммунальной квартиры на углу улиц Восстания и Салтыкова-Щедрина. С конца 1959 года — в значительно более просторной комнате коммунальной квартиры № 11 дома 25 по улице Лизы Чайкиной (1959—1967).

### Научная и преподавательская деятельность

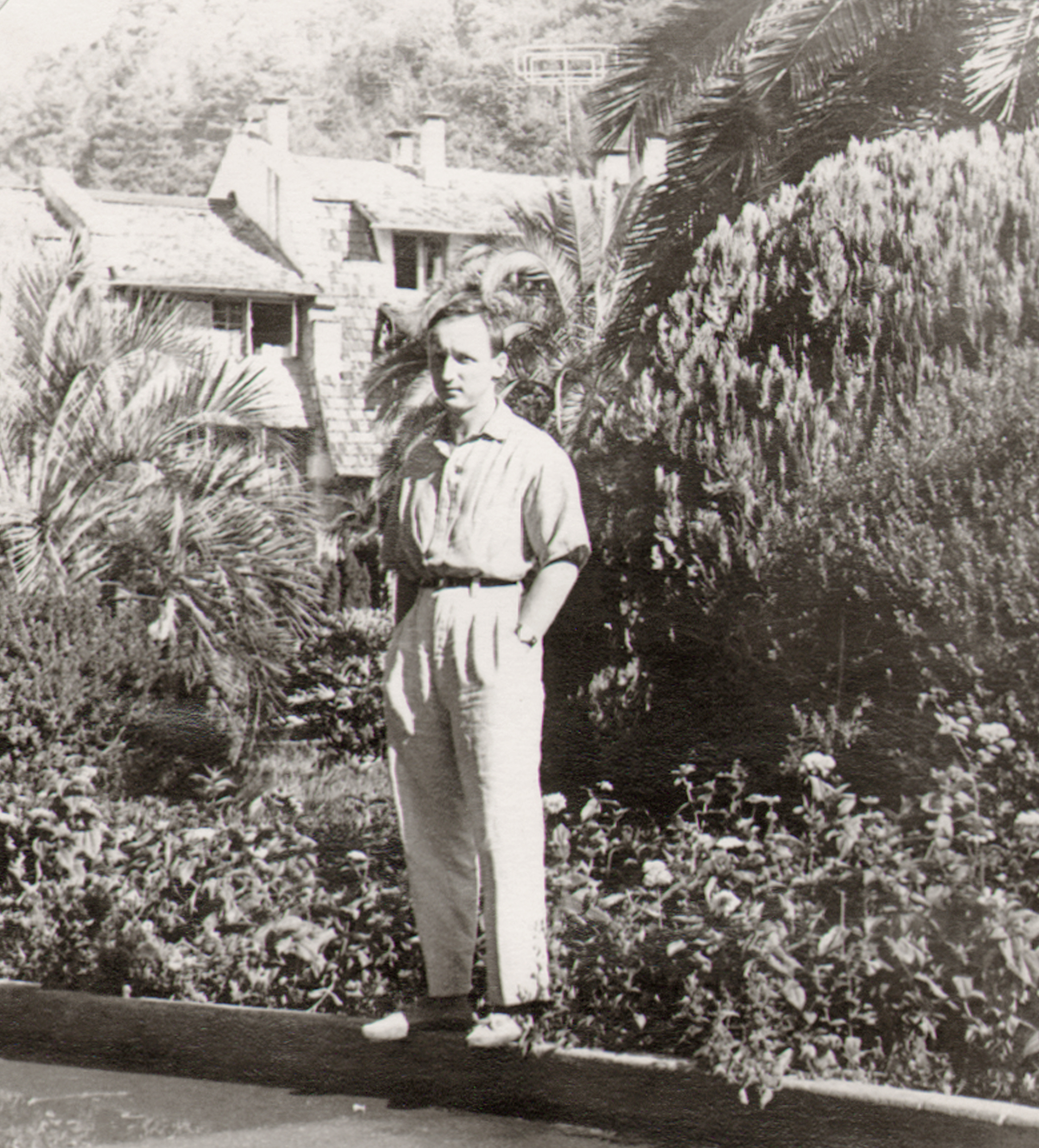
Молодой Борис Парыгин. Старые Гагры. Лето 1959

Ещё студентом старшего курса Борис Парыгин начал работать в качестве учителя психологии 9-го класса (1952/1953 учебный год) мужской средней школы № 206 Куйбышевского района. В марте 1952 года, чтобы иметь возможность читать публичные лекции и совершенствовать ораторское мастерство, получил членство Всесоюзного общества по распространению политических и научных знаний. После окончания вуза преподавал философию в Педиатрическом медицинском институте (1957—1962). Параллельно вёл факультатив по эстетике — проводил занятия в Русском музее, организовывал студенческие диспуты на актуальные на тот момент темы искусства и музыки. В искусстве ценил образную ясность и эмоциональную заразительность, в числе любимых живописных работ — пейзажи Альбера Марке. За психологическую полновесность и убедительность остроумных сюжетов ценил датского художника-карикатуриста Херлуфа Бидструпа.
16 ноября 1961 года в ЛГУ с темой «В. И. Ленин о формировании настроений масс» Б. Д. Парыгин защитил диссертацию на соискание учёной степени кандидата философских наук. Руководитель: А. Г. Ковалёв; оппоненты: В. А. Ядов, В. Н. Колбановский. Утверждение диссертации ВАКом затянулось на долгие полтора года и состоялось во многом благодаря поддержке ряда прогрессивных московских учёных.
С точки зрения представителей коммунистической науки того времени, основная проблема диссертации заключалась в атипичности предмета исследования, как и самого вынесенного в заголовок субъективированного термина «настроения», не соответствовавшего партийной линии на управляемость коллективных реакций.

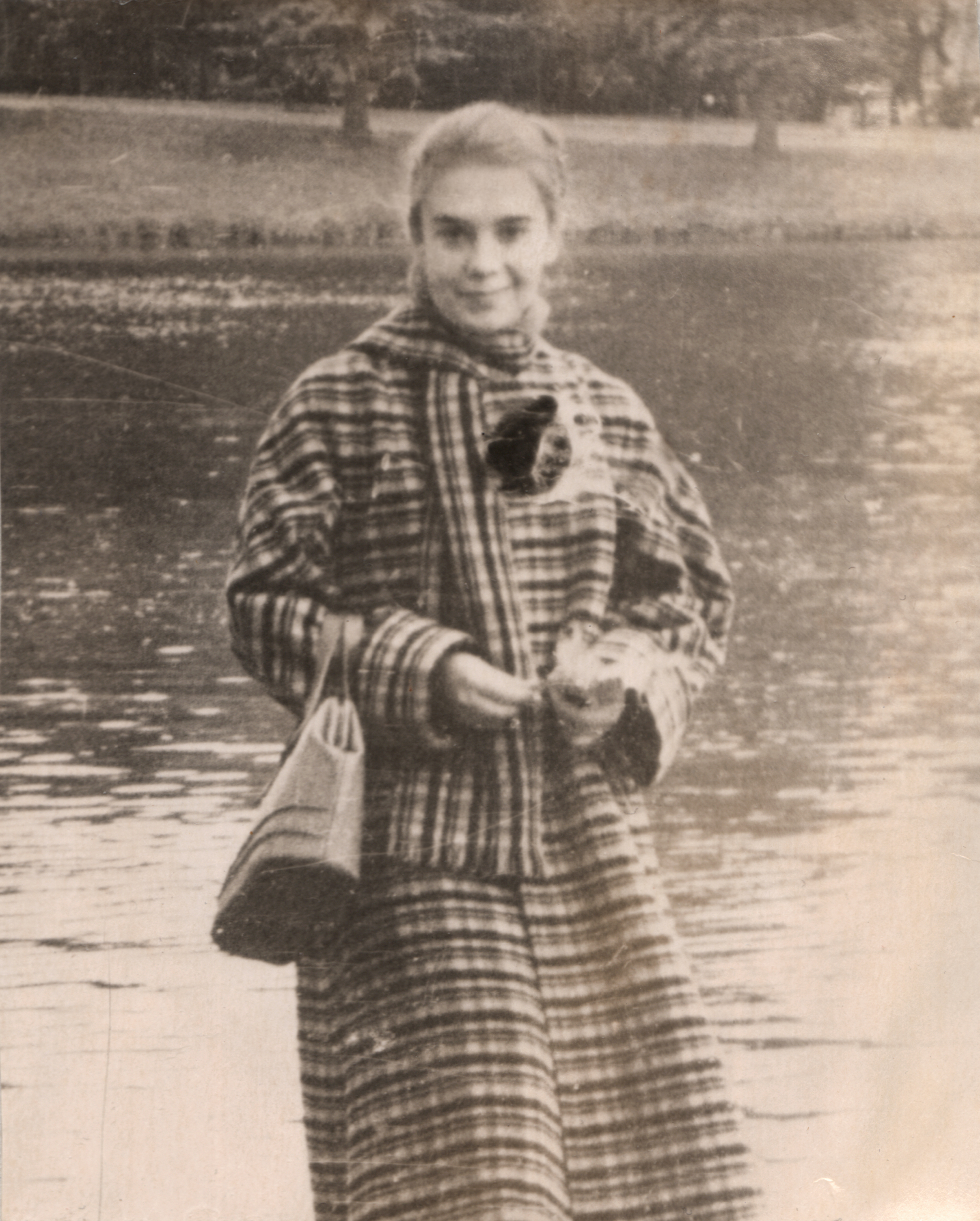
Алевтина Парыгина. 1957. Фото — Б.Д.П.

В 1960-е Парыгин живо интересовался резервными возможностями человека, в том числе экстрасенсорным восприятием и телекинезом, феноменом Кулагиной; с вниманием относился к информации о парапсихологических экспериментах на Западе и в Советском Союзе. В опытном порядке практиковал гипноз. Познакомился и встречался с психоневрологом, исследователем гипноза в области психотерапии Константином Платоновым.
В 1962 году Парыгин перешёл на работу в Ленинградский Государственный университет в качестве старшего преподавателя, затем доцента по кафедре философии философского факультета.
Преподавал и исполнял обязанности заместителя заведующего кафедрой философии и замдекана по научной работе философского факультета ЛГУ (1962—1968). В 1963 году ему поступило официальное предложение преподавать философию в Национальном университете Ханоя. Но уже согласованная рабочая поездка не состоялась из-за начавшейся вскоре Вьетнамской Войны.
В первой половине 1960-х годов Борис Парыгин был уже достаточно заметной фигурой, известной не только в профессиональных кругах, что имело свои последствия. Так, в своём фантастическом романе «Восьмая тайна моря» (1963), писатель Михаил Белов даёт фамилию Парыгин главному герою сочинения — Максиму Парыгину. При этом фамилию научного руководителя Б. Д. П. профессора Александра Ковалёва, автор определяет другому персонажу сочинения — советскому учёному, создателю кибернетического монстра с которым борется Парыгин.

### Социальная психология как наука

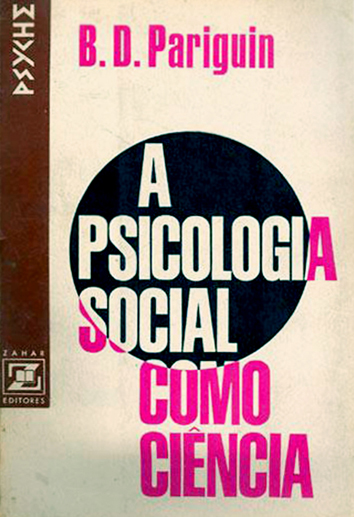
A Psicologia Social Como Ciência (Социальная психология как наука). Переиздание на португальском языке. 1972. (Обложка книги)

Со второй половины 1950-х годов в серии своих выступлений и статей Борис Парыгин говорит о важности вычленения социальной психологии как самостоятельной научной области.
По его словам, необходимо развернуть изучение общественного поведения различных слоёв в его развитии, в обусловленности социальной средой. Пишет о важности проведения исследований этических проблем на базе социальной психологии (о путях превращения различных элементов общественной психологии в нравственные нормы, о соотношении общественной психологии различных классов и слоёв общества в их нравственности и некоторых других).
Осенью (подписано в печать 4 октября) 1965 года издательство Ленинградского государственного университета тиражом 3400 экземпляров выпускает, ставшую впоследствии библиографической редкостью, первую монографию по социальной психологии написанную и изданную в СССР, работу Б. Д. Парыгина Социальная психология как наука.

Всесторонне рассматривая оба аспекта социальной психологии Б. Парыгин отмечает, что её предметом являются особенности групповой, коллективной и массовой психологии, которые проявляются в совместной деятельности людей, их групповом поведении, переживаниях и психологическом общении друг с другом, а также в индивидуальном поведении и индивидуальной психологии, психический статус в коллективе и в массе.Оригинальный текст (эст.)Sotsiaalpsühholoogia mõlemaid aspekte arvestades märgib B. Parõgin, et selle aineks on nii grupi, kollektiivi ja massi psühholoogia iseärasused, mis avalduvad inimeste ühises tegevuses, ühises käitumises, elamustes ja üksteisega psühholoogilise suhtlemise viisis, kui ka indiviidi käitumise ja psüühilise seisundi iseärasused grupis, kollektiivis ja massis'.
По мнению А. Л. Журавлёва и И. А. Мироненко: в первой же своей монографии, опубликованной в 1965 году, Парыгин с характерной для философского подхода масштабностью обращается не столько к определению того или иного отдельно взятого явления в качестве основного предмета социальной психологии, сколько к характеристике самой природы этой отрасли психологической науки, основных этапов и тенденций, возможностей и перспектив её развития. Он ставит задачу построения самой социальной психологии как относительно самостоятельной системы знаний и исследований.
Почти одновременно, в том же 1965 году тиражом 5600 экземпляров была опубликована призванная популярно и сжато изложить основные тезисы брошюра Парыгина «Что такое социальная психология?».

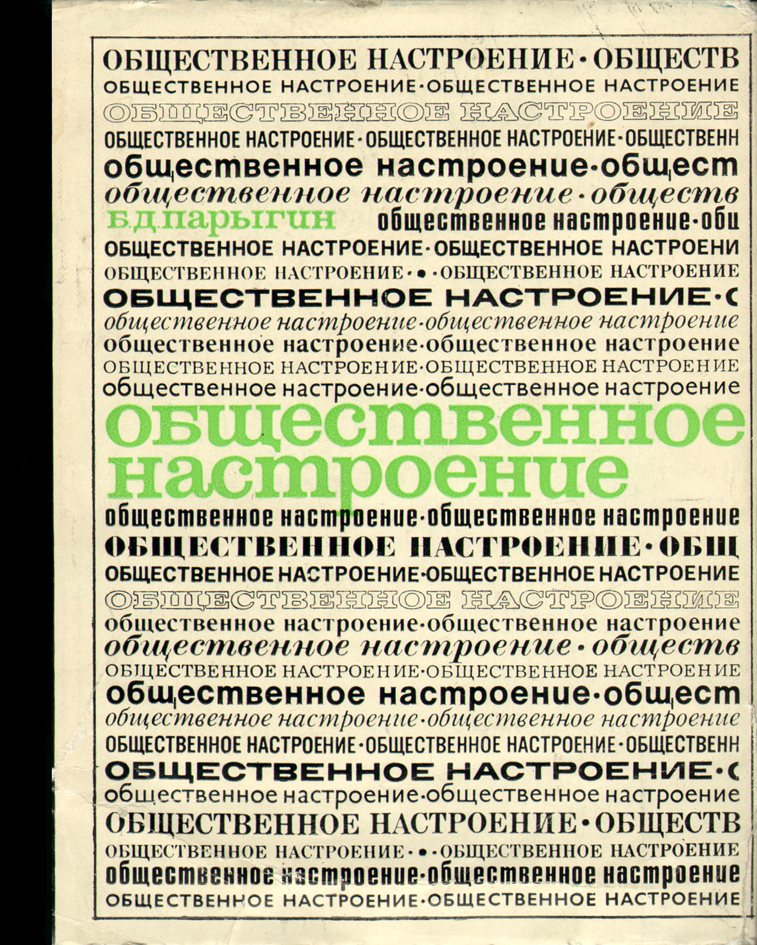
Общественное настроение. Москва. 1966. (Обложка книги)

Всего через год после этого, осенью (подписано в печать 15 октября) 1966 года, тиражом 13000 экземпляров московское издательство «Мысль» выпустило книгу Общественное настроение. Монография по настроению получила хорошие отзывы ряда ведущих учёных, в частности Б. Ф. Поршнева — в данной работе наглядно показано, какое значение придавал В.И. Ленин сдвигам в мнениях, эмоциях и поведении различных классов и социальных групп в силу тех или иных общественно-экономических изменений и в свою очередь подготовляющих определённые общественно-политические события. Настроения всегда перекидывают мост от «истории состояний»  к «истории событий».

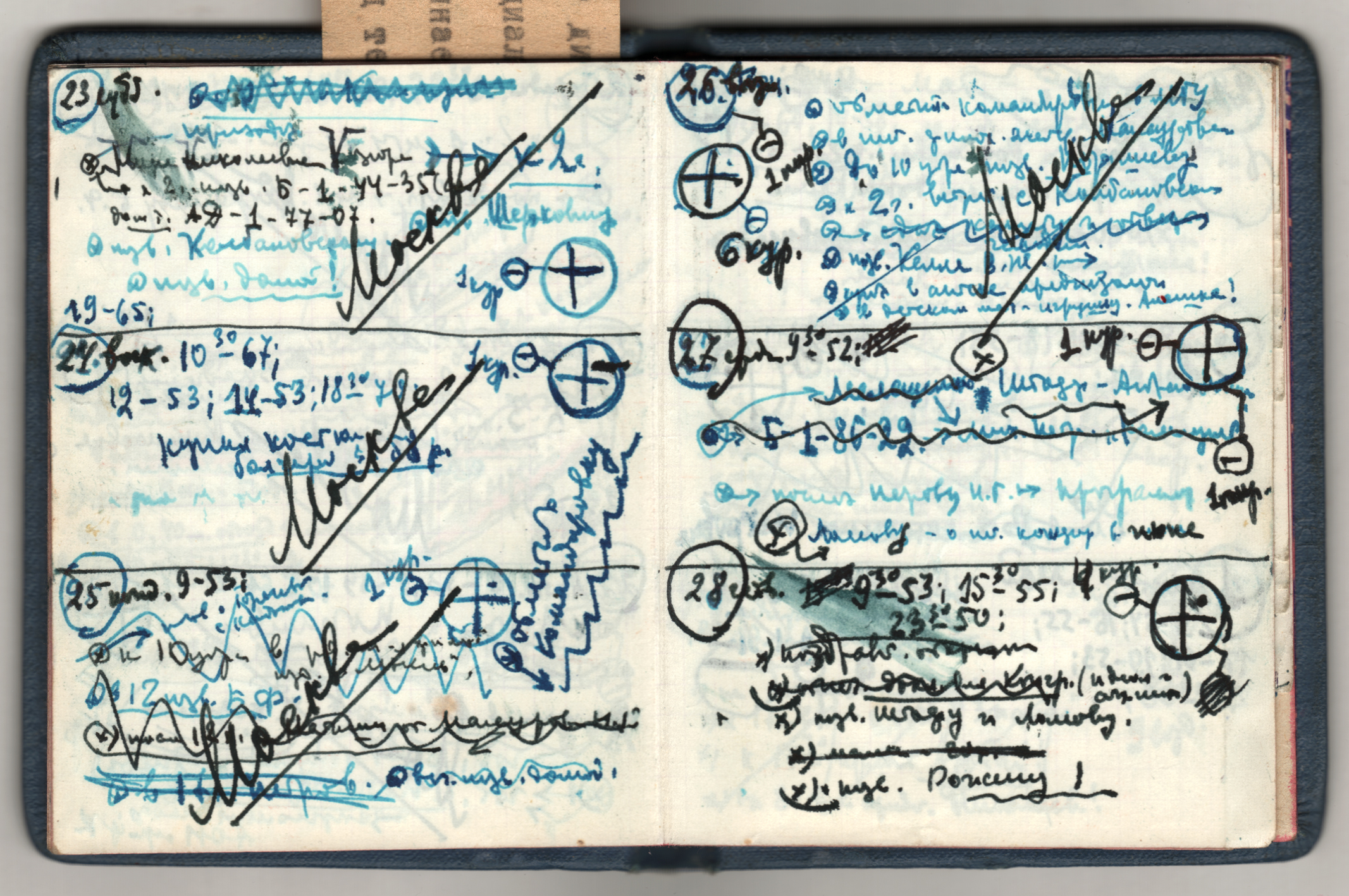
Б. Д. Парыгин. Записная книжка / март — июль 1966

В публикации 1965 года своё представление о социальной психологии, как самостоятельной области научного знания Парыгин формулирует так: основное содержание предмета социальной психологии составляет весь комплекс проблем, связанных с изучением психологических особенностей социальных групп. А именно: проявления всех компонентов индивидуальной психологии — потребностей, интересов, воли, чувств, настроений, убеждений, привычек, увлечений и т. д., формы психической общности и структурно-психологические особенности различных социальных групп; способы общения и социально-психологического взаимодействия индивидов внутри группы и групп между собой; механизм мотивации поведения индивида в группе и в совокупной деятельности членов различных групп; психологический механизм отражения социальной среды и её воздействий членами различных социальных групп и массой людей; закономерности группового и коллективного поведения; законы динамики и формирования общественной психологии различных социальных групп и классов общества.
Два года спустя, после внесения авторских уточнений и дополнений «Социальная психология как наука» была переиздана Лениздатом тиражом 15000 экземпляров (1967).
Вследствие резонанса, который вызвала книга в профессиональной среде, вскоре она была переведена на чешский, болгарский, португальский и испанский языки и издана: Уругвай (Монтевидео, 1967), Куба (Гавана, 1974), Чехословакия (Прага, 1968), Болгария (София, 1968), Бразилии (Рио-де-Жанейро, 1972).
О значении монографии Бориса Парыгина «Социальная психология как наука» пишет в своей статье колумбийский психолог Рубен Ардила:

В этой книге довольно подробно исследуются методологические проблемы социальной психологии, её связь с психологией, социологией, историей, педагогикой и другими дисциплинами. Автор также интересуется вопросами конкретного применения социальной психологии к проблемам промышленности, образования, образу жизни человека (включая досуг), политике, искусству и науке. Несомненно, что существует пропасть между коллективной рефлексологией Бехтерева и социальной психологией Парыгина.Оригинальный текст (исп.)El presente libro estudia con cierto detalle los problemas metodológicos de la psicología social, su relación con la psicología, la sociología, la historia, la pedagogía y otras disciplinas. Se interesa también en los problemas de la psicología social aplicada a la industria, la educación, el género de vida (incluyendo el ocio y el descanso), la política, el arte y la ciencia. No hay duda de que entre la Reflexología Colectiva de Beehterev y la psicología social de Pariguin hay un abismo.

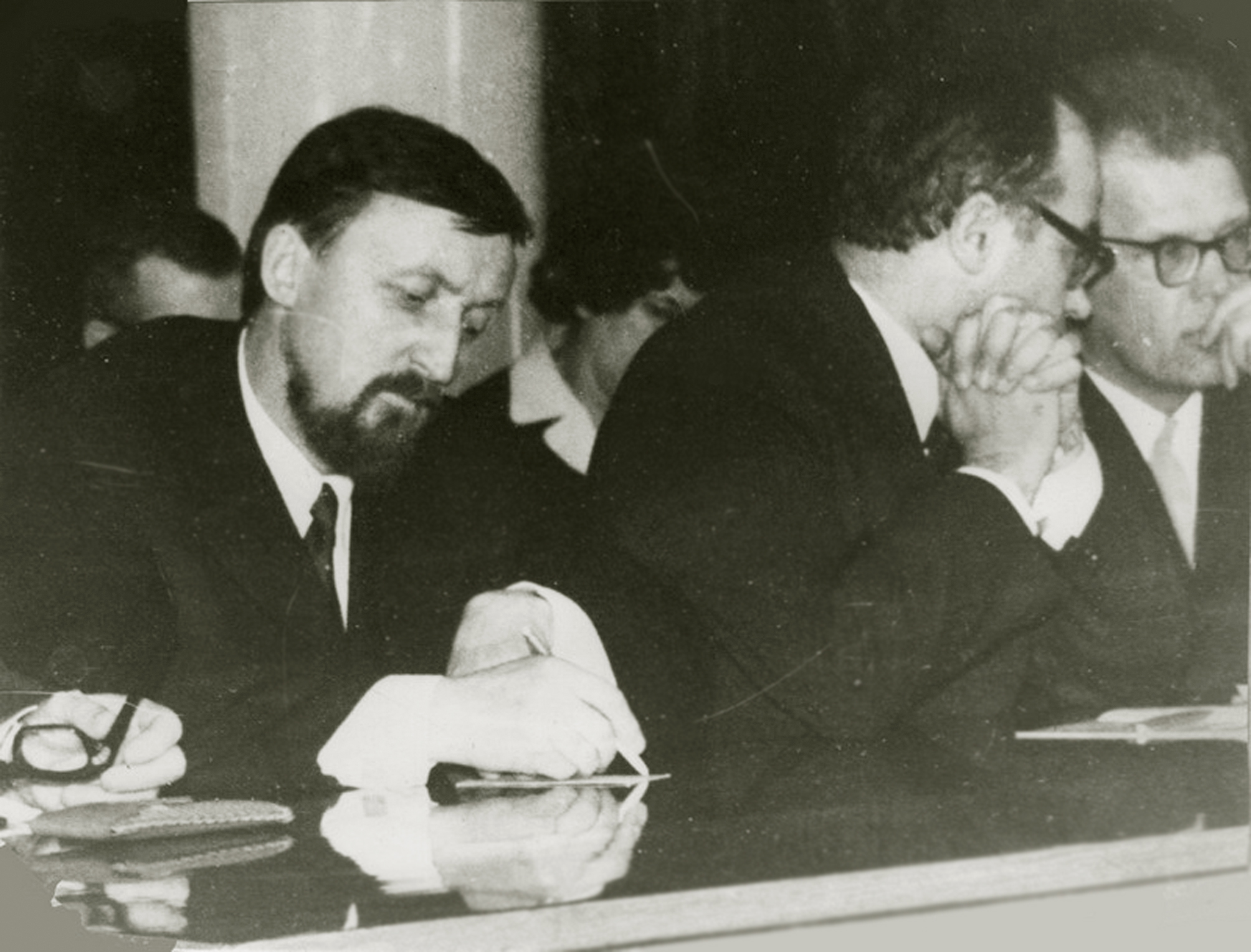
Б. Д. Парыгин на 2-м Всесоюзном симпозиуме по общению. 1973, 23 марта. Ленинград

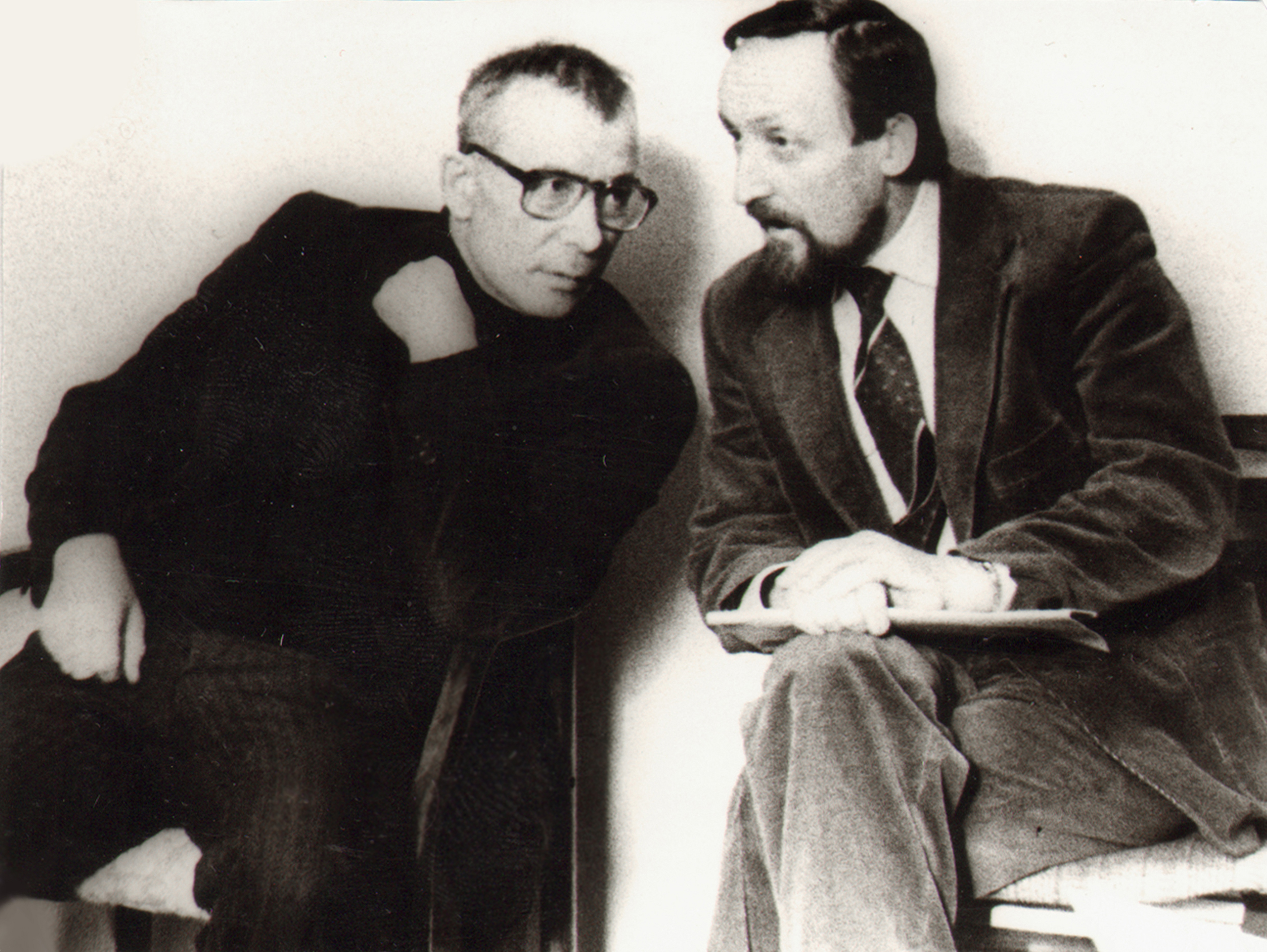
Заседание правления ССА. В. А. Ядов, Б. Д. Парыгин. 1982. Москва

После публикации первой книги, с середины 1960-х годов, Парыгину стали поступать приглашения посетить европейские университетские конференции с докладами. Но, как вскоре выяснилось, молодой учёный попал в число невыездных. Впервые это определилось в 1966 году, в несостоявшуюся швейцарскую поездку. С оформленными документами Парыгин доехал до Москвы, но за границу выпущен не был.
При этом он много ездил по стране с публичными лекциями, популяризируя свои взгляды на научную концепцию социальной психологии. Часто бывал в Балтийских республиках: Вильнюс, Рига, Таллин. Выступал в Москве, Калининграде, Мурманске, Уфе, Архангельске, Новосибирске, Минске, Киеве, Тбилиси, Ереване, Ташкенте, Фрунзе. С начала 1970-х выезжал по приглашениям в соцстраны. Посещал исследовательские центры Болгарии, Чехословакии, Польши. Свободный выезд в западные страны стал для него возможен только с конца 1980-х, в последующие годы он смог посетить: Италию, Германию, Голландию, Норвегию, Данию, Финляндию и др.
В числе предшественников ученого, оказавших влияние на формирование области профессиональных интересов и мировоззрения Парыгина, сам он наиболее часто называл следующие имена: Гордон Олпорт, Гюстав Лебон, Карл Маркс, Фридрих Энгельс, Георгий Плеханов, Владимир Бехтерев, Джекоб Морено, Зигмунд Фрейд, Артур Шопенгауэр, Николай Гартман, Георгий Гурвич, Толкотт Парсонс, Эрих Фромм, Пол Баран.
14 сентября 1967 года на базе ЛГУ Парыгин защитил диссертацию на соискание учёной степени доктора философских наук по теме «Социальная психология как наука (вопросы истории, методологии и теории)». Оппоненты: Б. Г. Ананьев, В. П. Тугаринов, Б. Ф. Поршнев. Как и в случае с защитой кандидатской, не обошлось без проблем при утверждении диссертации ВАКом.
В интервью 2010 года Парыгин вспоминал, что его пригласили в Москву, поскольку на диссертацию ополчился профессор института психологии Николай Сергеевич Мансуров, написав в ВАК, что диссертация не имеет никакого отношения к науке. Выступая в Москве, «я не очень церемонился и буквально размазал этого рецензента в своей речи, нисколько не расшаркиваясь перед ним». Члены ВАКа встретили речь гробовым молчанием, оратора попросили выйти в коридор, и начали спор о том, как отнестись к данной диссертации. В итоге слово взял член ВАКа, профессор Юрий Александрович Замошкин, обладавший огромным авторитетом. Он сказал: «Парыгин достоин» и всё как один проголосовали «за».

### Создание факультета социальной психологии
В 1966 году Парыгин, по настоянию городского партийного руководства, был вынужден покинуть ЛГУ и перейти на работу в ЛГПИ им. Герцена,
где в звании профессора возглавлял кафедру философии;
создал лабораторию «Социально-психологических исследований» и первый в СССР факультет социальной психологии (1968—1976),
который быстро приобрёл популярность, в 1970 году на нём обучалось 130 человек.

В 1968 году открылась лаборатория проблем социально-психологических исследований философского факультета Ленинградского государственного педагогического института имени А. И. Герцена (под руководством Б. Д. Парыгина). В 1966 году он начал преподавать курс социальной психологии на недавно открытом факультете психологии Ленинградского государственного университета. Для 60-70-х годов в истории отечественной социальной психологии характерна не только организационная концепция этой науки. Активизировались научные и прикладные исследования.Оригинальный текст (фр.)En 1968, le laboratoire de problèmes de recherche socio-psychologique du Département de philosophie de l'Institut pédagogique d'État de Leningrad nommé d'après A.I. Herzen (sous la direction de B.D. Parygin). En 1966, il a commencé à enseigner le cours de psychologie sociale à la faculté de psychologie, qui venait d'ouvrir à l'Université d'État de Leningrad. Pour les années 60 et 70 dans l'histoire de la psychologie sociale russe, non seulement la conception organisationnelle de cette science était caractéristique. Recherche scientifique et appliquée intensifiée.
По приглашению Парыгина на факультете выступали с лекциями многие крупные учёные того времени: Поршнев Б. Ф., Гумилёв Л. Н., Фирсов Б. М., Ядов В. А., Андреева Г. М., Бодалев А. А., Климов Е. А., Ломов Б. Ф., М. Форверг. Как писала в своей статье 1970 года Ирина Милославова: в минувшем семестре была организована встреча слушателей факультета с доктором философских и исторических наук профессором Б. Поршневым (Москва). По мнению слушателей, такие интересные встречи надо устраивать как можно чаще, так как они дают возможность познакомиться ближе с актуальными проблемами социальной психологической науки. Учитывая это пожелание, кафедра наметила провести встречи с профессорами А. А. Бодалевым, А. Г. Ковалёвым, Н. Н. Колбановским (Москва).
Также организовывались семинары с зарубежными учёными-психологами, из Голландии, Польши, Германии, Болгарии и других стран. Проводились встречи с известными спортсменами, например с фигуристами, многократными олимпийскими чемпионами и чемпионами мира — Людмилой Белоусовой и Олегом Протопоповым.
В числе результатов исследований лаборатории изданные под редакцией Б. Д. Парыгина книги: «Личность и группа» (1971), «Руководство и лидерство» (1973).

### Основы социально-психологической теории
Осенью (подписано в печать 11 октября) 1971 года в московском издательстве Мысль тиражом 20000 экземпляров вышел главный по мнению ряда специалистов, и самого учёного, труд Б. Д. Парыгина «Основы социально-психологической теории».

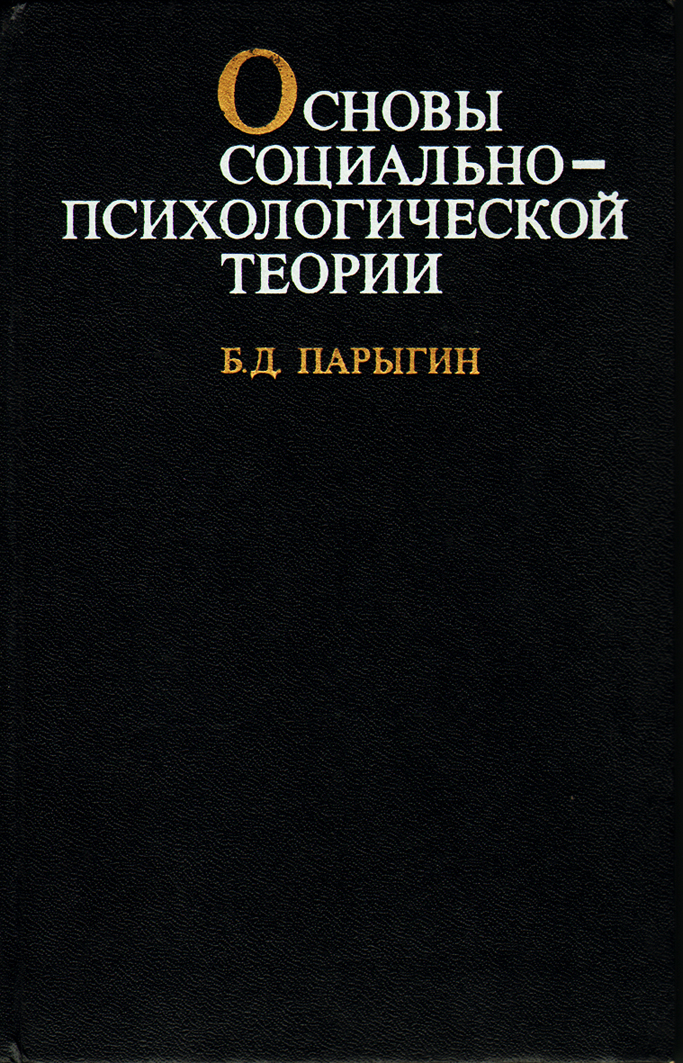
Основы социально-психологической теории. 1971. (Обложка книги)

В данной работе была сформулирована и представлена концепция узловых проблем социальной психологии, прежде всего личности и человеческого общения. В книге рассматриваются методологические основы социально-психологической теории, её истоки, структура, функции, философские аспекты. В частности, место психологического фактора в структуре социальных отношений и общественного сознания. Разработана оригинальная концепция личности. Большое внимание уделено проблемам социально-психологического общения, в связи с чем анализируется: структура общения, соотношение понятий «общение и общность», «общение и социальные отношения», важнейшие механизмы общения (заражение, убеждение, подражание, мода и т. д.).
В интервью 2010 года Парыгин говорил, что находит много общего с Юргеном Хабермасом — мой подход к социальной психологии был перспективным и во многом опередил своё время, поскольку в те годы только-только закладывались основы социальной психологии и в ходу был, в основном, экспериментальный метод, с акцентом на взаимоотношениях в микросреде. Попытки формирования общей социально-психологической теории были предприняты в разное время многими представителями социальной психологии. Пётр Николаевич Шихирев в своей книге «Зарубежная социальная психология» назвал основателем общей теории социальной психологии британского философа и социального психолога Харре. Но я писал об этой теории гораздо раньше, чем Харре: он написал свою работу в 1979 году, а я — в 1971.

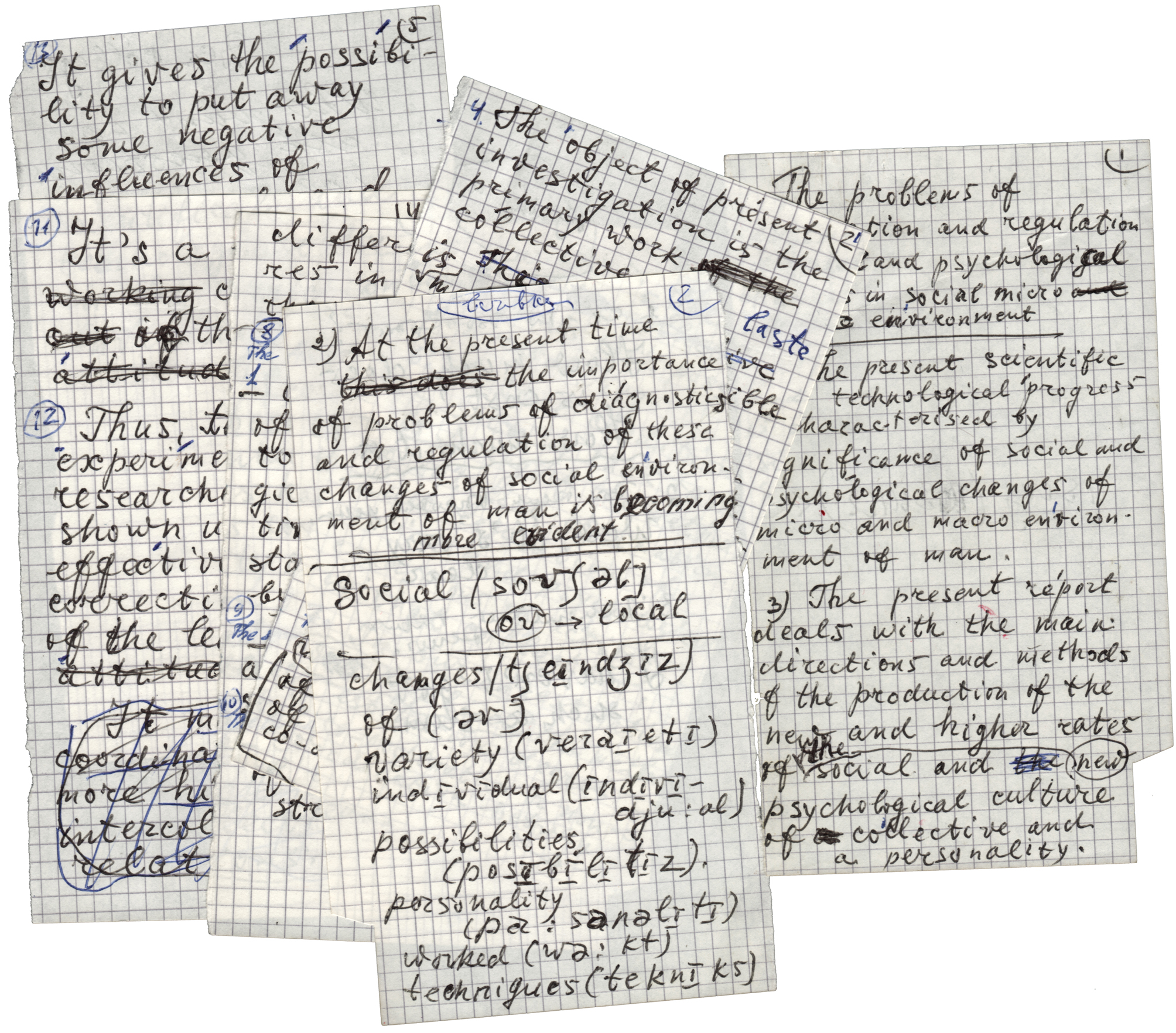
Наброски выступления на XI Всемирном социологическом конгрессе. Нью-Дели. 1986, 21 августа.

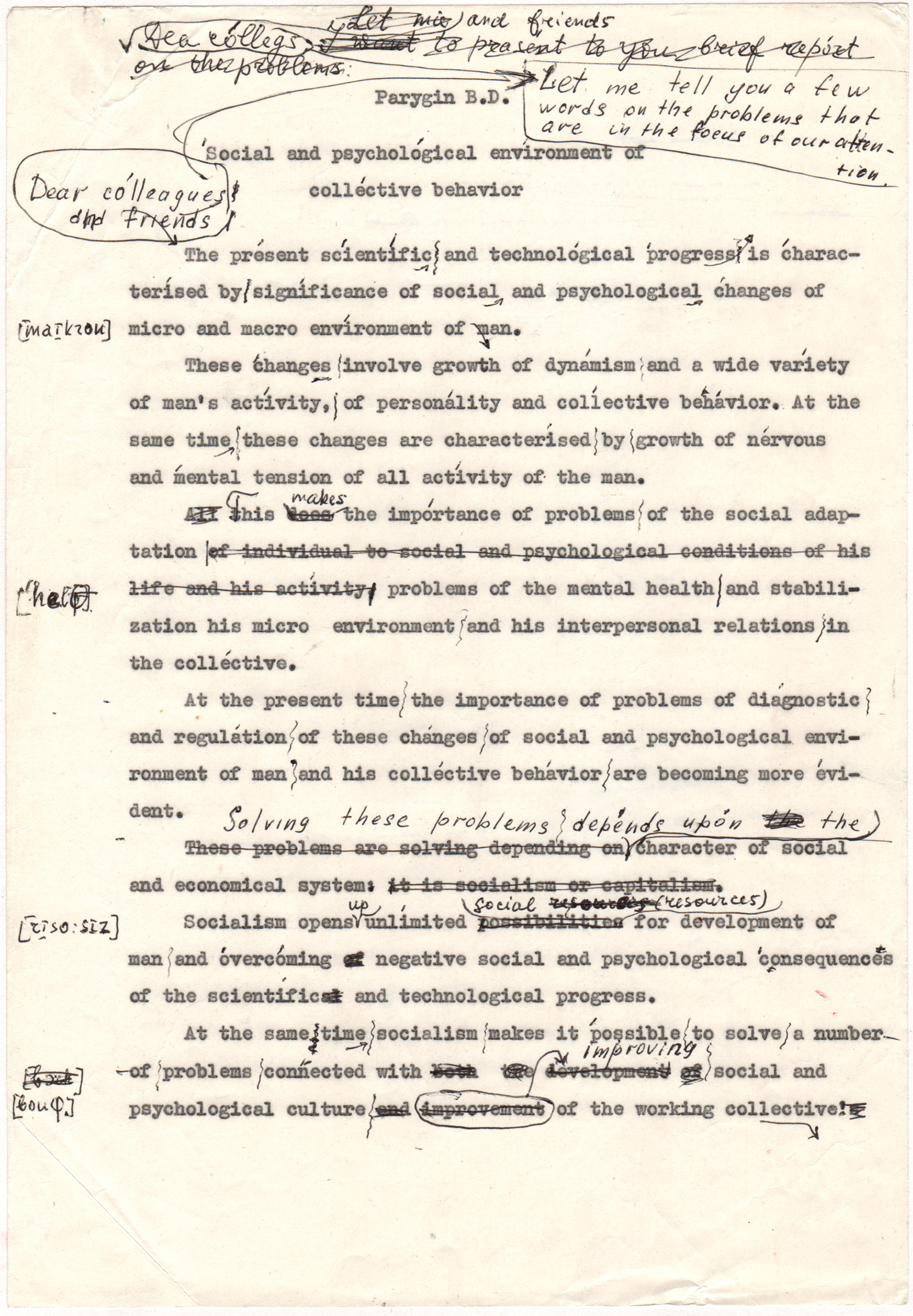
Первая страница черновика выступления на VII генеральном собрании Европейской ассоциации экспериментальной социальной психологии. Варна. 1987.

Книга имела большой резонанс в научной среде СССР и за рубежом, что нашло отражение в опубликованных рецензиях. Однако в 1972 году, на совещании в ЦК КПСС с идеологическим активом Б. Д. Парыгин был назван лидером международного ревизионизма в марксизме за попытку трактовки последнего, смягченную психологическим подходом. Чуть позже и в институте, на заседании учёного совета, Б. Д. Парыгину было предъявлено официальное публичное обвинение в намерении подменить марксистскую философию философией человека. Немаловажную раздражающую для руководства роль в этой истории сыграла и монография Парыгина «Социальная психология как наука», переизданная в Чехословакии в самый разгар Пражской весны.
При всей периодически проявлявшейся официальной негативности реакций на направленность активности ученого, а отчасти благодаря ей и харизматичности личности Парыгина, популярность его идей в 1970—1980-е годы была значительной. Официально монография Основы социально-психологической теории переиздавалась в Японии (Токио, 1977) и четыре раза в Западной Германии (Кёльн, 1975, 1982, Берлин, 1975, 1976).
Парыгина неоднократно приглашали на работу в Москву, предлагая все условия для переезда и создания своей лаборатории. В частности активную заинтересованность демонстрировал ректор Российского университета дружбы народов В. Ф. Станис. Но при переговорах всякий раз что-то вызывало сомнения и Парыгин отказывался

### Научно-техническая революция и личность
Со временем, произошедшие события и сложившаяся ситуация, вынудили Парыгина к переходу в 1976 году из ЛГПИ им. А. И. Герцена в недавно созданный Институт социально-экономических проблем АН СССР (ИСЭП, 1976—1992), где он организовал и возглавил сектор социально-психологических проблем трудовых коллективов, а затем и регионального управления. Результаты этой работы нашли отражение в его книгах: «Научно-техническая революция и личность» (1978) — монография опубликованная тиражом 50 000 экземпляров; «Социально-психологический климат коллектива» (1981); «Регуляция социально-психологического климата трудового коллектива» (под его редакцией, 1986) и ряд других.
Около тридцати лет Парыгин возглавлял исследовательский комитет ССА (Советской социологической ассоциации) по проблемам социальной психологии (с даты её основания); возглавлял Северо-Западное отделение ССА. Был научным координатором международных социально-психологических исследований в рамках СЭВ. На протяжении ряда лет являлся членом Совета Всесоюзного межведомственного центра наук о человеке при Президиуме Академии наук СССР.

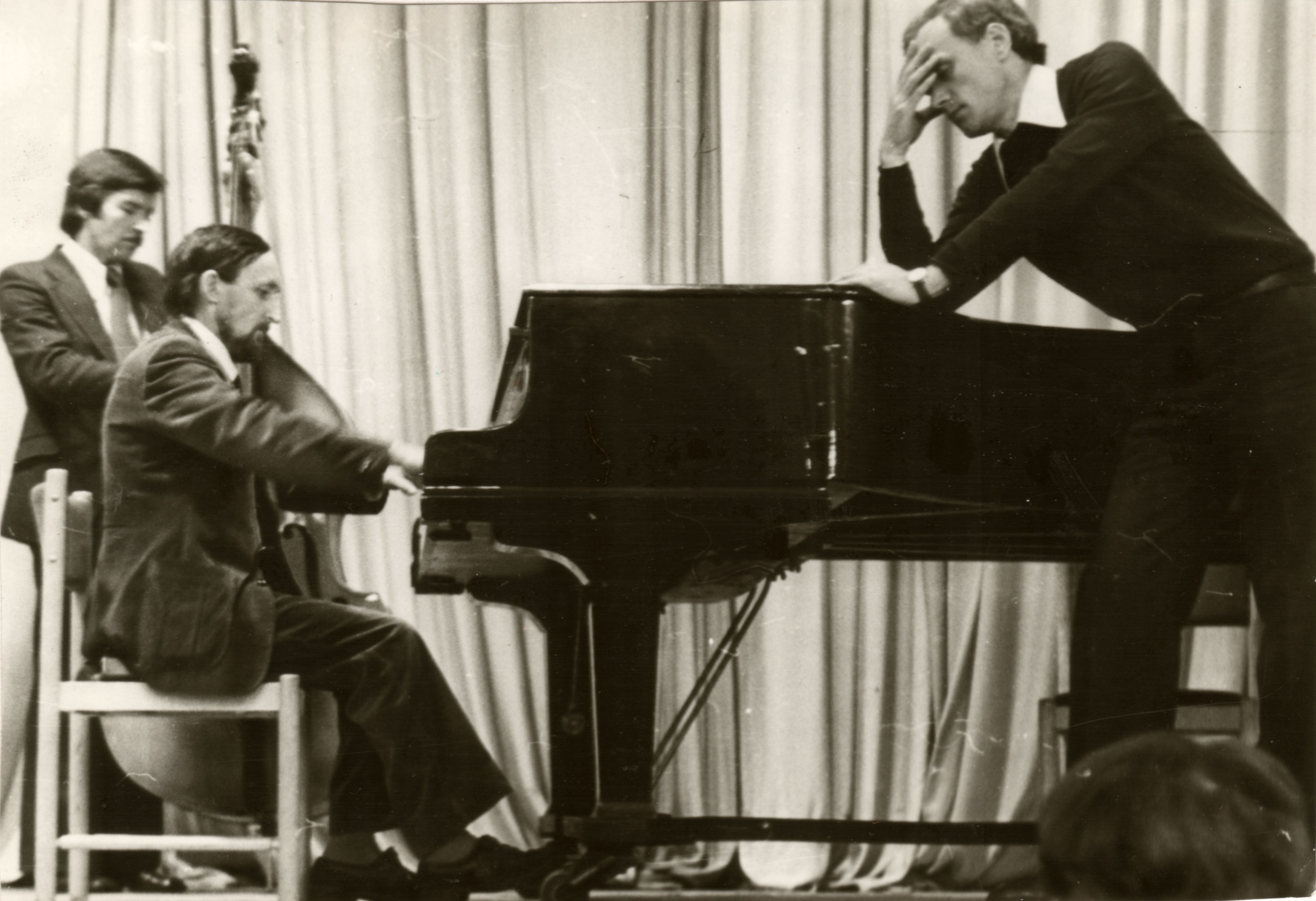
Парыгин за роялем / Вечер сотрудников ИСЭП. Март 1982. Ленинград

В августе 1986 года на XI Всемирном социологическом конгрессе, организованном в Нью-Дели (Индия), представлял Россию с несколькими докладами по социальной психологии. В 1987 году выступал с докладом «Social and psychological environment of collective behavior» на проходившем в Варне на VII Генеральном собрании Европейской ассоциации экспериментальной социальной психологии.
В 1960—1980-е годы Парыгин активно занимался научной работой, состоял в дружеских отношениях и профессиональной переписке с рядом российских и зарубежных учёных: историком и социологом Б. Ф. Поршневым,
психологом-лингвистом В. А. Артемовым, дирижёром и теоретиком музыки Г. Л. Ержемским, социологом А. Г. Здравомысловым, социологом В. А. Ядовым, социологами Эрвином К. Шойхом и Ренате Майнц (Германия), психологом К. К. Платоновым, профессором психологии Гун Хао-Жаном из Университета Ханчжоу (Китай), социологом и социальным психологом Минчо Драгановым (Болгария), психологом Я. Л. Коломинским (Беларусь), социологом и философом Л. Н. Москвичевым, психологом А. Л. Журавлевым. В 1970—1990-е годы, около 30 лет Б. Д. Парыгин в качестве приглашённого профессора читал лекции по социальной психологии и философии в СПб Институте культуры.

### Социальная психология. Истоки и перспективы

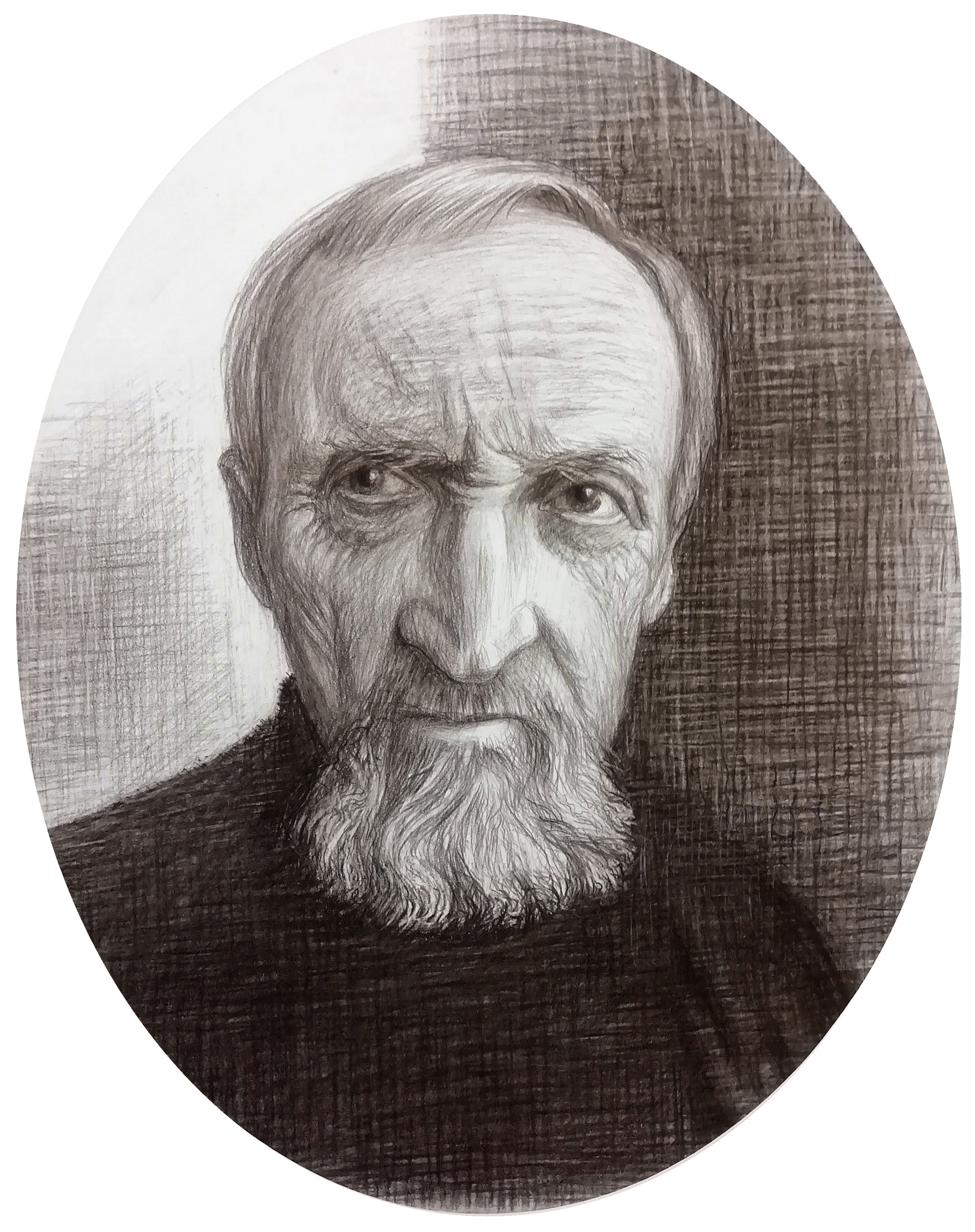
А. А. Корольчук. Портрет Б. Д. Парыгина, б., сепия. 2023

В 1992 году, по приглашению ректора А. С. Запесоцкого, Парыгин переходит на работу в СПб ГУП, где основывает и затем 12 лет возглавляет кафедру социальной психологии. Ориентировав созданный профессиональный коллектив на разработку и внедрение новейших исследовательских и учебно-методических проектов, в частности, экспериментального социально-психологического тренинга, направленного на оптимизацию климата в масштабах целого факультета (юридического) и обеспечения перехода к новой роли кафедры, выпускающей специалистов-психологов. В 1994 году, под редакцией Парыгина, на средства академического гранта был издан сборник статей посвящённый психологическим тренингам, впоследствии два раза переиздававшийся.
В течение двадцати лет вёл в этом вузе большую научную и педагогическую работу.
За время преподавательской работы, с начала 1960-х годов, Парыгиным было подготовлено 60 кандидатов наук, 10 из его учеников защитили докторские диссертации.
В одной из своих последних статей, написанной в конце 2011 года, Парыгин отмечал, что несмотря на успехи современной мировой и отечественной социальной психологии, всё более очевидным уже со второй половины XX в. становится отставание в развитии общей социально-психологической теории. Это проявляется в разрыве между динамично расширяющимся полем социально-психологических проблем и всё более отстающей от него способностью исследователей ответить на вопросы об их природе и путях их адекватного решения. Существенно и то, что усложняется полнота восприятия самих вызовов времени, порожденных многомерностью последних и несущих в себе колоссальный заряд непредсказуемости социальных и природных кризисов и катаклизмов, вызванных деформацией человеческих институциональных, общностных, а также межличностных отношений
В феврале 2004 года у Б. Д. Парыгина была диагностирована одна из форм онкологической болезни. Осенью 2004 года, оставаясь в должности профессора, оставляет заведование кафедрой социальной психологии СПб ГУП по состоянию здоровья. Все последующие годы он продолжает работать и параллельно проходить курсы терапии; перенёс несколько операций. Скончался 9 апреля 2012 года в своей квартире на Пражской улице в Санкт-Петербурге. Отпевание и прощание с Борисом Дмитриевичем прошло 12 апреля в Чесменской церкви, в этот же день он был похоронен на кладбище посёлка Кирилловское Выборгского района Ленинградской области.

### Вклад в психологию
Б. Д. Парыгин разработал концепцию развития отечественной социальной психологии как системы научного знания, одним из первых исследовал историю становления социально-психологической мысли в России и её место в системе наук, выделил и описал проблемное поле современной социальной психологии, включая актуальные направления, отражающие инновационные изменения во всех сферах жизни общества («Социальная психология как наука». 1965; «Основы социально-психологической теории». 1971). Исследовал природу, роль и механизмы формирования общественного настроения как важнейшего индикатора психологического состояния общества («Общественное настроение». 1966). Изучал проблемы социальной психологии личности. Парыгин определяет личность как совокупность психических особенностей человека, выражающихся в его способности выбора жизненных ценностей, принятия решений и их реализации и обусловленных специфическим для него способом социальной жизнедеятельности, конкретно-историческими условиями его существования. Парыгиным разработана социально-психологическая структура личности, описаны тенденции её динамики в контексте исторического процесса. Предложены методы диагностики и регуляции социально-психологического климата профессиональных групп («Социально-психологический климат коллектива». 1981) и способы оценки социально-психологической готовности органов территориального самоуправления к эффективной деятельности. Им разработана технология постдиагностического тренинга партнёрского общения.
По мнению доктора психологии Ирины Мироненко, автора исследования опубликованного в Integrative Psychological and Behavioral Science:

Теория Парыгина основана на двух основных концепциях, в основе которых лежат два психологических феномена: личность и социальное взаимодействие (Парыгин 1965, 1971, 1999, 2010). Его основные предположения:
— Личность, с одной стороны, обладает определённой стабильностью и кросситуационным постоянством, а с другой — изменчивостью и вариативностью реакций в зависимости от ситуации;
— Личность, с одной стороны, — это порождение социальных взаимодействий в процессе социализации. С другой стороны, отношения между личностью и социальным окружением диалектичны и противоречивы, поскольку чем выше уровень личностного развития, тем большей автономией она обладает. В социальных взаимодействиях личность преследует собственные цели и следует своим ценностным ориентациям.

Внимание Парыгина сосредоточено в первую очередь на внутриличностных противоречиях в процессе развития личности и на межличностных противоречиях, возникающих в процессе социального взаимодействия. Его теоретическая модель личности включает две различные схемы личности: «статическую» и «динамическую».Оригинальный текст (англ.)Parygin’s theory grounds on two basic concepts, two psychological phenomena are basic for his reasoning: personality and social interaction (Parygin 1965, 1971, 1999, 2010).
His main assumptions are:
— Personality, on the one hand, has a certain stability and cross-situational constancy, and on the other — it is changeable and fluid, depending on the situation;
— Personality, on the one hand, is the procreation of social interactions in the course of socialization. On the other hand, the relations between personality and social surroundings are dialectical and contradictory, because personality has the greater autonomy, the higher the level of its development is. In social interactions personality pursues its own aims and follows its own value orientations.

Parygin’s attention is focused primarily on the intra-personal contradictions in the course of personality development and on the inter-personal contradictions, which arise in the process of social interaction. His theoretical model of personality involves two different personality schemas: a "static" one and a "dynamic" one.

### Основные научные новации
Анализ, значение и систематизация достижений научной работы Б. Д. Парыгина
- Разработана теория социальной психологии как самодостаточной системы научного знания, её методологии, предмета и области, структуры, функций и статуса в поле гуманитарного и естественнонаучного знания (1960—1964)[117].
- Разработана концепция сущности, динамики и роли общественного настроения в жизнедеятельности социума (1964—1966)[118].
- Заложены и аргументированы основы общей социально-психологической теории, представленной двумя фундаментальными категориями — личности и общения (1960—1971).
- Разработаны методы диагностики, прогнозирования и регуляции социально-психологического климата коллектива (1976—1981)[119].
- Разработана концепция и методы оценки психологической готовности власти к территориальному управлению в условиях социальной трансформации (1986—1992).
- Разработан инструментарий тренинга постдиагностической коррекции внутригрупповых отношений (1992—1994)[120].
- Определена специфика феноменологии руководства и лидерства и методы их классификации (1973—1999)[121].
- Сформулирован и апробирован структурно-динамический подход к моделированию социально-психологических явлений (1999)[122].

### Награды
Борис Парыгин лауреат Всесоюзных конкурсов научной и научно-популярной литературы (1968, 1974, 1976, 1978). Награждён: медалью «В память 250-летия Ленинграда» (1958), медалью «За доблестный труд» (1970).
Неоднократный лауреат Всероссийского конкурса фундаментальных исследований РАН, Заслуженный деятель науки Российской Федерации (1999). Награждён знаком «Житель блокадного Ленинграда», знаком «Почетный работник высшего профессионального образования Российской Федерации» и Орденом Почёта (13 марта 2006 года).

### Вне работы

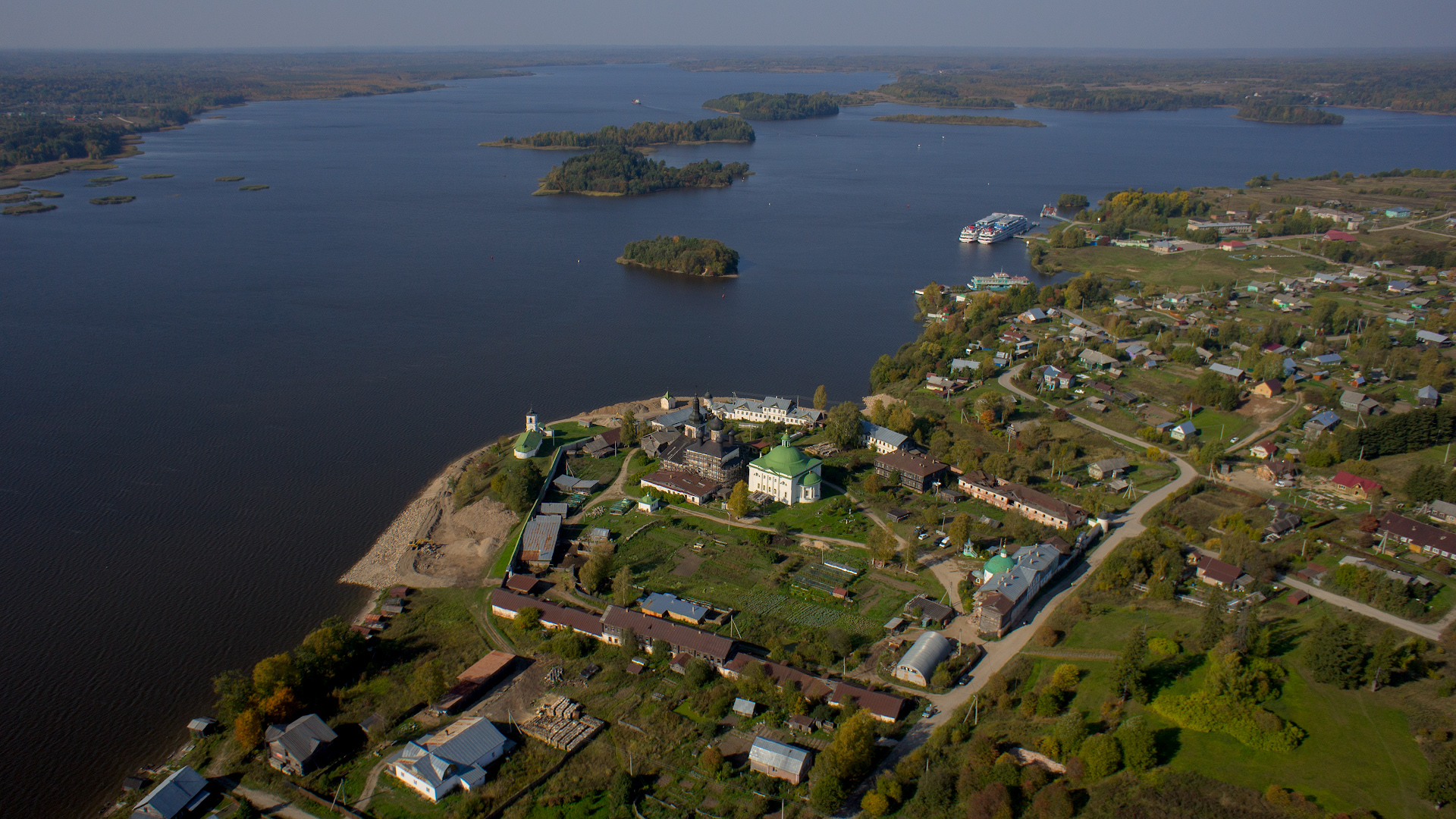
Горицы и Шексна сверху

Более тридцати лет, с конца 1940-х до начала 1980-х годов Борис Парыгин активно занимался фотографией. Для съёмки пользовался несколькими фотоаппаратами, в числе которых были ФЭД и Зенит. В ранние годы самостоятельно выполнял все технические процессы (работал с химией, проявлял пленки и печатал снимки). Сохранился значительный архив негативов, слайдов и фотоотпечатков.
Занимался спортом. В 1960-е годы увлёкся большим теннисом. С конца 1960-х обучался и регулярно тренировался на кортах в Зеленогорске и Ленинграде. Из активных развлечений — с юности любил рыбалку на спиннинг и на живца, на удочку и донку. Имел несколько переносных лодок, с которыми путешествовал летом, в том числе разборную охотничью гребную плоскодонку из дюралюминия. В 1970-е годы на лето часто выезжал с семьёй в Вологодскую область — отдыхать и рыбачить на Волго-Балтийском канале (1971, 1973, 1977, 1979). Обычно останавливался в поселке Горицы, расположенном на берегу Шексны. Поддерживал себя в спортивной форме. Летом, до преклонных лет, проплывал стометровку баттерфляем в открытой воде. Из интеллектуальных игр Парыгин предпочитал шахматы, несмотря на явную склонность к азарту никогда не играл в карты.
В 1980—2000-е годы, Парыгин любил играть на фортепьяно, подбирая мелодии на слух. Играл по нотам, в том числе, Двенадцатый этюд Александра Скрябина, к идеям которого относился с большим интересам. В числе других предпочтений: Концерт № 1 Чайковского, фортепианные произведения Ференца Листа и опусы Фридерика Шопена.

### Семья
Супруга — Алевтина Арисовна Парыгина (1936—2021)

Сыновья: Алексей Парыгин (р. 1964), Дмитрий Парыгин (р. 1974).

### Монографии
- Парыгин Б. Д. Социальная психология. Истоки и перспективы / Б. Д. Парыгин. — СПб.: СПбГУП, 2010. — 533 стр. (тираж 1000 экз.). ISBN 978-5-7621-0543-9
- Парыгин Б. Д. Социальная психология (учебное пособие) / Б. Д. Парыгин. — СПб.: СПбГУП, 2003. — 616 с. (тираж 10000 экз.). ISBN 5-7621-0250-5, 978-5-7621-0250-6
- Парыгин Б. Д. Анатомия общения / Б. Д. Парыгин. — СПб.: изд. Михайлова, 1999. — 301 с. (тираж 3000 экз.). ISBN 5-8016-0046-9
- Парыгин Б. Д. Социальная психология. Проблемы методологии, истории и теории / Б. Д. Парыгин. — СПб.: СПбГУП, 1999. — 592 с. (тираж 5000 экз.). ISBN 5-7621-0100-2[142]
- Парыгин Б. Д. Социально-психологический климат коллектива: Пути и методы изучения / Б. Д. Парыгин. — Л.: Наука, 1981. — 192 с. (тираж 10000 экз.) ББК 88.5 Id: 42851[143][144]
- Парыгин Б. Д. Социально-психологический климат трудового коллектива / Б. Д. Парыгин. — Л.: Наука, 1981. — 36 с. (тираж 10000 экз.)
- Парыгин Б. Д. Научно-техническая революция и личность / Б. Д. Парыгин. — М.: Политиздат, 1978. — 240 с. (тир. 50000 экз.)
- Парыгин Б. Д. Научно-техническая революция и социальная психология / Б. Д. Парыгин. — Л.: [Знание (издательство, Москва)|Знание РСФСР]], Ленингр. орг., 1976. — 39 с. (тираж 10000 экз.).
- Парыгин Б. Д. Современное состояние и проблемы социальной психологии / Б. Д. Парыгин. — М.: Знание РСФСР, 1973. — 64 с.
  - Grundlagen der sozialpsychologischen Theorie. — Köln: Pahl-Rugenstein Verlag., 1982. — 264 S. ISBN 3-7609-0186-7  (нем.) (тираж неизвестен)
  - 社会心理学原論, 海外名著選〈76〉(Том 76 серии «Избранные зарубежные шедевры»). — 明治図書出版 (Токио: изд. Мэйдзи Тосё), 1977. — 281 с.  (яп.)
  - Grundlagen der sozialpsychologischen Theorie. — Berlin: VEB, 1976. — 266 S.  (нем.) (тираж неизвестен)
  - Grundlagen der sozialpsychologischen Theorie. — Köln: Pahl-Rugenstein Verlag., 1975. — 265 S., OBr. ISBN 3-7609-0186-7  (нем.) (тираж неизвестен)
  - Grundlagen der sozialpsychologischen Theorie. — (1. Aufl.) Berlin: Deutscher Verlag der Wissenschaften, 1975. — 264 S., brosch.  (нем.) (тираж неизвестен)
- Парыгин Б. Д. Основы социально-психологической теории / Б. Д. Парыгин. — М.: Мысль, 1971. — 352 с. (тираж 20000 экз.)
  - La Psicologia social como ciencia. La Habana: Editora Universitaria "André Voisin", 1974. — 250 p.  (исп.) (тираж неизвестен)
  - A psicologia social como ciência. Rio de Janeiro: Zahar Ed., 1972. — 218 p.  (порт.)[145].
  - Социалната психология като наука. София, 1968. — 240 с.  (болг.) (перевод Йорданка Осиковска) (тираж 1600 экз)
  - Sociialni psychologie jako veda. Praha: SPN. 1968. — 192 s. 84-0-107  (чешск.) (перевод Vladimír Janeček) (тираж 6000 экз.)
  - La psicologia social como ciencia. Montevideo: Pueblos Unidos, 1967. — 249 p.  (исп.) (тираж неизвестен)
  - Социальная психология как наука (издание 2-е исправленное и дополненное) / Б. Д. Парыгин. — Л.: Лениздат, 1967. — 264 с. (тираж 15000 экз.)
- Парыгин Б. Д. Общественное настроение / Б. Д. Парыгин. — М.: Мысль, 1966. — 328 с. (тираж 13000 экз.)
- Парыгин Б. Д. Социальная психология как наука / Б. Д. Парыгин. — Л.: ЛГУ, 1965. — 208 с. (тираж 3400 экз.)
- Парыгин Б. Д. Что такое социальная психология / Б. Д. Парыгин. — Л.: Знание, 1965. — 39 с. (тираж 5600 экз.)

### Сборники статей
- - Практикум по социально-психологическому тренингу (3-е издание, испр. и доп.) / Сборник научных трудов под редакций Парыгина Б. Д. — СПб.: Изд. Михайлова В. А., 2000. — 351 с., ил. (Тираж 3000 экз.) ISBN 5-8016-0216-X[146]
  - Практикум по социально-психологическому тренингу (2-е изд., испр. и доп.) / Сборник статей под редакцией Парыгина Б. Д. — СПб.: ИГУП, 1997. — 308 с.
- Практикум по социально-психологическому тренингу / Сборник статей под редакцией Парыгина Б. Д. — СПб.: СКФ «Россия-Нева», 1994. — 174 с., ил. (Тираж 1500 экз.) ISBN 5-88336-011-4
- Парыгин Б. Д. Социальная психология территориального самоуправления / Б. Д. Парыгин. — СПб.: Унигум, 1993. — 170 с., ил. (Тираж неизвестен). ISBN 5-02-027347-3
- Концепция диагностики мотивации участия в территориальном управлении (репринт научного доклада) / под редакцией Парыгина Б. Д. — Л.: ИСЭП, 1991. — 55 с. (Тираж 200 экз.)
- НТП и социально-психологические условия жизнедеятельности в коллективах различного типа / Сборник статей под редакцией Парыгина Б. Д. — Л.: ИСЭП, 1988.
- Регуляция социально-психологического климата трудового коллектива / Сборник статей ИСЭП под редакций Б. Д. Парыгина. — Л.: Наука, 1986. — 239 с., 1986. — 239 с.
- Социально-психологические проблемы научно-технического прогресса / Сборник статей под редакцией Парыгина Б. Д. — Л.: Наука, 1982. — 192 с+. (Тираж 48000 экз.).
- Философия и социальная психология: герценовские чтения XXVII. Сборник статей под редакцией Парыгина Б. Д. — Л.: ЛГПИ им. А. И. Герцена, 1974. — 164, [3] с. (Тираж 500 экз.).
- Научно-техническая революция и социальная психология / Сборник статей под редакцией Б. Д. Парыгин. — Л.: Наука, 1981. — 160 с.
- Руководство и лидерство (опыт социально-психологического исследования) / Сборник научных трудов под редакцией Б. Д. Парыгин. — Л.: ЛГПИ им. А. И. Герцена, 1973. — 144 с. (Тираж — 3000 экз.) Id: 116833
- Личность и группа: опыт социально-психологического исследования / Ученые записки. Том 468.  Сборник статей под редакцией Б. Д. Парыгин. — Л.: ЛГПИ им. А. И. Герцена, 1971. — 196 с.
- Вопрос. Мнение. Человек / Учёные записки. Том 497. Сборник статей под редакцией Парыгина Б. Д. — Л.: ЛГПИ им. А. И. Герцена, 1971. — 192 с. (Тираж 1000 экз.).
- Problemas de Sociologia y Filosofia / Editado por B. D. Paryguin. Bogota: Ediciones Suramerica. LTDA. — 1970. — 277 p.  (исп.)
- Проблемы философии и социологии / Сборник статей под редакцией Парыгина Б. Д. — Л.: ЛГУ, 1968. — 156 с.

### Статьи
- Интегральный подход к динамической структуре личности. Из писем к будущей жене (июль 1957) // Социальная психология сегодня: наука и практика (Конференция памяти Б. Д. Парыгина). Материалы VIII Межвузовской н-п. кон. СПб.: СПбГУП. — 2013. — С. 12-15.
- Опыт ретроспективного видения судьбы социальной психологии // СПб.: Вестник СПбГУ. Серия 16. 2011. Выпуск 4. — С. 11-17.
- Философско-социологическое направление социальной психологии // Психологическая газета. 2010, 18 июня[147].
- Коммуникация как общение: тенденции и возможности // Психология общения. XXI век. 10 лет развития. Международная конференция. Том 1. М., 2009.
- Личность как микрокосм в поликультурном мире // Диалог культур и партнёрство цивилизаций. VIII Международные Лихачевские научные чтения. СПб., 2008.
- Готова ли личность к самоидентификации? // Диалог культур и партнерство цивилизаций: VIII Международные Лихачевские научные чтения. СПб., 2008
- Толкование общей социально-психологической теории // Социальная психология сегодня: наука и практика // Материалы Межвузовской научно-практической конференции. СПб., 2008.
- Социально-психологическая парадигма // Социальная психология сегодня: наука и практика // Материалы Межвузовской научно-практической конференции. СПб., 2007.
- История отечественной социальной психологии // Методология и история психологии (окончание). — М., 2007. — Том 2. Выпуск 2. С. 40-53[148].
- История отечественной социальной психологии // Методология и история психологии. — М., 2006. — Том 1. — Выпуск 2. — С. 21-31[149].
- Социальная психология в России: тенденции и парадоксы // Ежегодник Российского психологического общества. Материалы III Всероссийского съезда психологов. 25—28 июня 2003. Том. VI. СПб., 2003.
- Лидерство как инструмент интеграции общности // Социальная психология в трудах отечественных психологов. (Хрестоматия по психологии). Сборник статей: Для вузов / Составитель и редактор А. Л. Свенцицкий. — СПб.: Питер, 2000. — 512 с., ил. — С. 221—234.
- Российская интеллигенция и социально-психологические проблемы воспитания народа // Формирование российского интеллигента в Университете. СПб., 2000.
- Российская интеллигенция как носитель общественного самосознания // Судьба российской интеллигенции. СПб., 1999.
- Российская общенациональная идея сегодня // День науки в СПб Гуманитарном университете профсоюзов / Под ред. Российская общенациональная идея сегодня // День науки в Санкт-Петербургском Гуманитарном университете профсоюзов / Под ред. В. Е. Триодина. — СПб., 1997.
- Проблема готовности в социальной психологии // Динамика социально-психологических явлений в изменяющемся обществе. Под ред. А. Л. Журавлева / Институт психологии РАН. — М., 1996.
- Российская интеллигенция как носитель общественного самосознания // Судьба российской интеллигенции: Материалы научной дискуссии. — СПб., 1996.
- Человек в процессе регионального реформирования: методолого-теоретический подход // Теоретические проблемы региональной политики и региональное реформирование. СПб., 1994. — Кн. 2.
- Социально-психологические проблемы человека в изменяющемся мире // Человек в изменяющемся мире. — СПб., 1993. — Ч. 1. — С. 64 — 65.
- Диагностика мотивации деятельности субъектов управления развитием крупного города // Региональная политика. — СПб., 1992. — № 1.
- Психологическая готовность к социальному действию // Человек, наука, производство. — СПб., 1992. — Ч. 1.
- Проблема согласованности мотивации в деятельности различных субъектов управления крупным городом // Концепция диагностики мотивации участия в территориальном управлении / ИСЭП. — Л., 1991.
- Социально-психологические аспекты эргономических проблем в развитии крупного города // Эргономика и эффективность систем «Человек — техника». — Игналина, 1991.
- НТП и проблемът със самореализацията на личността // Психология на личността и начин на живот. — София, 1991.  (болг.)
- Психология регионального самоуправления // Проблемы управления кадрами трудовых коллективов в условиях самоуправления. — Киев, 1990.
- Общественное мнение // Психологический словарь. — 2-е издание, испр. и доп. — М., 1990.
- Настроение общественное // Психологический словарь. — 2-е издание, испр. и доп. — М., 1990.
- Социально-психологическое обеспечение управления развитием крупного города (Препринт научного доклада). — Л.: ИСЭП, 1990. — 43 с. (тираж 250 экз.).
- Социально-психологические аспекты управления развитием крупного города (Препринт научного доклада). — Л.: ИСЭП, 1989. — 40 с. (тираж 200 экз.).
- Перестройка и проблемы психологической готовности человека // Всесоюзная науч.-практ. конф.: Диалектика, перестройка, человек. — Минск, 1989.
- Выступление за круглым столом «Проблемы человеческого фактора и пути его активизации» // Психологический журнал. — 1988. — Том 9, № 2.
- Social and psychological environment of collective`s behavior // European association of Experimental Social psychology: VII-th General meeting: Ab-stracts. — Varna, 1987.  (англ.)
- Veřejná nálada // Stručný psychologický slovník. — Praha, 1987.  (чешск.)
- Veřejný názor // Stručný psychologický slovník. — Praha, 1987.  (чешск.)
- НТП и проблема самореализации личности // Психология личности и образ жизни: Труды советско-финского симпозиума. — М., 1987.
- Проблемы оценки и регуляции социально-психологических изменений в социальной микросреде // Социологические теории и социальные изменения в современном мире: На-встречу XI Всемирному социологическому конгрессу в Нью-Дели. — М., 1986.
- Психологическая готовность к работе в новых условиях: проблемы, тенденции и пути решения // Психологический журнал. — 1986. — Т. 7, № 6. — С. 3-13.
- Социально-психологическая культура труда в условиях ускорения научно-технического прогрсса // Актуальные проблемы социальной психологии. Тезисы всесоюзного симпозиума. — Кострома, 1986. — С. 15-17.
- Настроение общественное // Краткий психологический словарь. — М., 1985.
- Общественное мнение // Краткий психологический словарь. — М., 1985.
- Mediationsprobleme in der Sozialpsychologie // Methodische Probleme der Sozialpsychologie. — Berlin, 1984.  (нем.)
- Социально-психологические проблемы соотношения отраслевого и регионального подхода к соревнованию // Психологический журнал. — 1984. — № 4.
- The personal mediation of human action and the social context // Materials of the East — West meeting in the framework of the European Association of Experimental Psychology. — Varna, 1983.  (англ.)
- Advance of science and technology and the problem of self-realization of an tndividual // Proceedings of the 2nd Finnish-Soviet symposium on personality. — Tampere. — 1983, June 14-16.  (англ.)
- Климат коллектива как предмет диагностического исследования // Психологический журнал. — 1982. — Том 3, № 3. — С. 49-62.
- Социально-психологические аспекты полемики // Об искусстве полемики. — 2-е издание, испр. и доп. — М., 1982.
- Проблема типологии аудитории СМИП в эмпирических исследованиях // Проблемы эффективности средств массовой информации и пропаганды. — Минск, 1981. — № 2.
- Перспективи за развитие и реализиране на духовния потенциал на индивида // Психологически проблеми на образованието. — София, 1981.  (болг.)
- Problém mediácie v sociálnej psychológii // Metodologické problémy sociálnej psychológie. — Bratislava, 1980.  (словац.)
- Социално-психологически климат на екипа: Начини и методи на обучение // Психология. — София, 1980. — № 6.  (болг.)
- Социально-психологические аспекты полемики (глава в книге) // Об искусстве полемики. — М., 1980.
- Scientific and technological progress and socio-psychological climate in a scientific collective // Proceedings of the 1nd Finnish-Soviet symposium on personality. — М., 1979. P. 18.  (англ.)
- Tudományos és technológiai forradalom és szociálpszichológia // Magyar Pszichológiai Szemle. — Budapest, 1978. — № 1.  (венг.)
- Социальная психология и социальное прогнозирование // Труды V съезда Общества психологов СССР. — М., 1977.
- Náboženská nálada a její struktura // Otázky vědeckého ateismu. — Praha, 1977. — № 11.  (чешск.)
- Современное состояние и проблемы социальной психологии в СССР // Проблемы социальной психологии. — Тбилиси, 1976. — С. 22-25.
- Советский образ жизни как социально-психологическое явление // Вопросы философии. — 1975. — № 3.
- Проблема опосредованности в социальной психологии // Методологические проблемы социальной психологии. — М., 1975. — С. 31-44.
- Развитие науки и мода // Социальная психология и философия. — Л., 1975. — Выпуск № 3.
- Психологический барьер и его природа // Социальная психология и философия. — Л., 1975. — Вып. 3. — С. 3-13.
- Проблема опосредованности в социальной психологии // Методологические проблемы социальной психологии. — М., 1975. — С. 31, 44.
- Социально-психологический барьер и его функции // Философия и социальная психология. — Л., 1974.
- Научно-техническая революция и динамика социальных потребностей // Материалы I Всесоюзная конф.: Проблемы формирования социогенных потребностей. — Тбилиси, 1974.
- Программа теоретического семинара "Основы социальной психологии". — Л.: Дом политического просвещения ЛК и ЛГК КПСС, 1974. — 30 с. (тираж 300 экз.).
- Руководство и лидерство / Руководство и лидерство (опыт социально-психологического исследования). Сборник научных трудов. — Л.: ЛГПИ им. А. И. Герцена, 1973. — С. 3-4, С. 5-12.
- Современное состояние и проблемы социальной психологии. (К семинару). — М.: Знание, 1973. — 63 с. (тираж 500 экз.).
- Психологический барьер как фактор общения // Общение как предмет теоретических и прикладных исследований. — Л., 1973.
- Žmogus žmonių galaktikoje // Švyturys. — 1973, birželis.  (лит.)
- Психологический барьер как фактор общения // Тез. докл. конф.: Общение как предмет теоретических и прикладных исследований. — Л., 1973.
- Парыгин Б. Д., Ерунов Б. А., Букин В. Р. Религиозное настроение и его структура // Вопросы научного атеизма. Вып. 11. Психология и религия / Редкол. сб. А. Ф. Окулов (отв. ред.) и др.; Акад. обществ. наук при ЦК КПСС. Ин-т научного атеизма. — М.: Мысль, 1971. — С. 43—57. — 344 с. — 16 300 экз.
- Социальное настроение как объект исторической науки / История и психология. Под ред. Поршнева Б.Ф., Анцыферовой Л. И. — М., 1971. — С. 90-105.
- Структура личности // Социальная психология и философия. — Л., 1971. — Вып. № 1. — С. 146—155.
- Руководство как объект социально-психологического исследования // Материалы IV Всесоюзного съезда общества психологов. — Тбилиси, 1971.
- Проблема человека в социальной психологии // Проблемы социальной психологии. — М., 1971.
- Социальное настроение как объект исторической науки // История и психология. — М., 1971.
- Своевременное состояние и проблемы социальной психологии в СССР // Материалы II Международного коллоквиума по социальной психологии. — Тбилиси, 1970.
- К вопросу об интегральном выражении структуры личности // Материалы II Международного коллоквиума по социальной психологии. — Тбилиси, 1970.
- Из опыта организации факультета социальной психологии в ЛГПИ им. А.И. Герцена // Сборник материалов научно-методической конференции. — Смоленск, 1970. — С. 17-18.
- Типология лидерства // Социально-психологические проблемы взаимоотношений в группах учащейся и рабочей молодёжи. Тезисы докладов конф. — Минск, 1970.
- Программа курса "Основы социальной психологии". — Л.: ЛГПИ им. А.И. Герцена, 1969. — 21 с. (тираж 1000 экз.).
- О личности как микросистеме: Рецензия на книгу Л. П. Буевой // Вестник МГУ. Серия Философия. — 1969. — № 3.
- Опыт социально-психологического исследования некоторых проблем управления / Социально-психологические и этические проблемы в социалистическом обществе. Выпуск 2. — Киев, 1969.
- О некоторых аспектах социальной обусловленности ценностной ориентации личности // Проблемы личности. Под ред. В. М. Банщикова и др. Материалы симпозиума. М. — 1969.
- Социальная психология / Педагогическая энциклопедия. Под ред. Каирова, И. А., Петрова, Ф. Н. — М.: Советская энциклопедия. Том 4. 1968. — С. 47.
- О соотношении понятий тип личности и стереотип социального поведения личности // Вопросы социальной психологии. — Л., 1968.
- Опыт исследования ориентации личности, принимающей решение // Вопросы социальной психологии. — Л., 1968.
- Социально-психологическое исследование личности, принимающей решение / Третий Всесоюзный съезд Общества психологов СССР. — М., 1968. — Том 3.
- Религиозное настроение и его структура // Информационный бюллетень института научного атеизма. — М., 1968. — № 4.
- Социальная психология и проблемы активности общественного сознания / Мат. межв-й науч. конф. по проблеме возрождения активности общественного сознания в период строительства коммунизма. — Курск: Курская правда. М., 1968. — 700 с. — С. 371-375.
- Социальная психология и история (о книге Б. Ф. Поршнева) // Вопросы психологии. — 1967. — № 6. — С. 164—166.
- К вопросу об измерении ориентации личности в условиях принятия оперативного решения // Количественные методы в социальных исследованиях: Материалы к Всесоюзного совещания социологов. — Тбилиси, 1967.
- О соотношении социального и психологического (в соавт. с Тугариновым В. П. ) // Философские науки. — 1967. — № 6. — 18-25.
- К итогам Йенского симпозиума по проблемам социальной психологии // Вопросы психологии. — 1966. — № 2. С. 185-187.
- Общественное настроение, его природа и динамика / В антологии: Колбановского В. Н. Проблемы общественной психологии. Под ред. Поршнева Б. Ф. — М.: Мысль, 1965. — С. 286—321.
- К. Маркс и Ф. Энгельс об общественной психологии // Проблемы общественной психологии. — М., 1965. — С. 11-51.
- Вопросы социальной психологии в работах Г. В. Плеханова // Проблемы общественной психологии. — М., 1965. — С. 95-115.
- Место общественной психологии в социальной структуре // В сб. всесоюзн. науч. конф.: Некоторые проблемы изучения социальной структуры общества. — Л., 1965.
- Проблемы социальной психологии // Социальные исследования. — М., 1965.
- Hangulat mint szociológiai kutatás tárgya // Magyar Pszichológiai Szemle. — Budapest, 1965. — № 1-2. 155—156.  (венг.)
- О некоторых особенностях формирования коммунистической общественной психологии / Ученые записки кафедр общественных наук вузов Ленинграда. — Л., Философия, Вып. 6, 1965. — С. 191—203.
- Социальная психология и этика / Ученые записки ЛГПИ им. А. И. Герцена. Л.: ЛГПИ. — 1965.
- The subject matter of social psychology // American Psychologist. Vol. 19 (5). May 1964, p. 342—349.  (англ.)
- Социальная психология и этика / В сб. Вопросы психологии личности и общественной психологии. Л.: ЛГПИ. — 1964. — С. 45-54.
- Общественная психология как социальное явление // Философские науки. — 1964. — № 6. — С. 79-86.
- Találkozó a szociális pszichológia problémáiról // Magyar Pszichológiai Szemle. — Budapest, 1964. — № 4. — 629.  (венг.)
- Общественное настроение как социологическая категория // Вестник ЛГУ. Серия экономики, философии и права. Выпуск 1. — № 5. — 1963. — С. 129—132.
- Общественное настроение как объект социально-психологического исследования // Материалы II съезда Общества психологов СССР. — М., 1963. — Вып. 5.
- Bemerkungen zum Gegenstand der Sozialpsychologie // Gesellschaftswissenschaftliche. Beitrage #8, Berlin. — 1963. — S. 889—898  (нем.)
- Zum Thema Sozialpsychologie // Sowjetwissenschaft. Gesellschaftswissenschaftliche Beiträge. — Berlin: Verlag Kultur und Fortschritt. — 1963. Hefte 7-12. — S. 890-886  (нем.)
- SOCIAL PSYCHOLOGY AS A SOCIAL PHENOMENON // Soviet Periodical Abstracts: Soviet Society. — 1963. Volumes 3. — P. 11.  (англ.)
- Совещание по проблемам социальной психологии // Вопросы психологии. — 1963. № 3. — С. 181—183.
- On the subject of social psychology // Joint publications research (selected translation abstract) Number: AD0405666. 16 apr. 1963. Washington D.C.  (англ.)
- К вопросу о предмете социальной психологии // Вопросы психологии. — 1962. — № 5. — С. 107—112.
- В. И. Ленин о формировании настроений масс: Автореферат дис. на соискание учёной степени кандидата философских наук / Ленингр. ордена Ленина гос. ун-т им. А. А. Жданова. — Л.: [б. и.], 9.Х.1961. — 16 с. (Тираж 180 экз.)
- В. И. Ленин о формировании настроений масс // Вестник ЛГУ. — 1961.
- О психологическом направлении в современной буржуазной социологии и о социальной психологии // Вестник ЛГУ. — 1959. — № 23. Серия Экономика, философия и право.— С. 164—169[150].
- В. И. Ленин об общественных настроениях // Вестник ЛГУ. Серия Экономика, философия и право. — Вып. 3. — 1959. — № 17.
- В. И. Ленин о социальной психологии масс как элементе надстройки // Сборник научных трудов ЛГПМИ (Ленинградский государственный педиатрический медицинский институт). — Л., 1958.

### Интервью

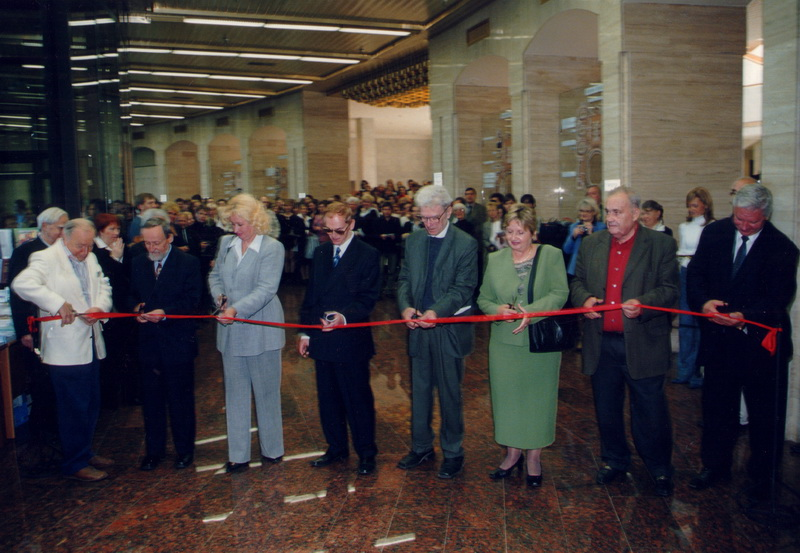
2003. Открытие выставки в РНБ «Университет: диалог поколений». Д. Гранин, А. Вознесенский, Б. Парыгин, Т. Голубева, Н. Никандров, Б. Никольский, О. Кулиш, Э. Рязанов, М. Шмаков.

- Быть личностью — большая проблема. Интервью Ивану Козлову // Газета «Соль». 2010, 13 ноября[151].
- Смирнова Ю. А. Я выступаю с концепцией диалога. Интервью с Борисом Дмитриевичем Парыгиным // Психологическая газета. 2010, 1 июля[152].
- Рутман М. Марксист, подправивший Маркса (интервью с Б. Д. Парыгиным) // Санкт-Петербургские ведомости. 2010, 18 июня.
- Желтов В. За научную смелость мне пришлось поплатиться (интервью с Б. Д. Парыгиным) // Metro Петербург. 2010, 18 июня. — С. 4.
- Гориченский Б. Борис Парыгин. (Интервью) // Очень UM. № 4. 2005, январь. — С. 10-18.
- Петрова О. Готовы ли люди к переменам? (интервью с Б. Д. Парыгиным) // Вечерний Петербург. 1999, 26 июня. — С. 2.
- Коротеев С. Кто вы, профессор? // Студенческое время. 1999, 16 апреля. — С. 3.
- Надежды жителей питают… // Вечерний Ленинград. — 1998, 5 декабря. — С. 2.
- Без общей идеи Россия не возродится // Новый Петербургъ. — 1994, 8 июля. № 28 (132). — С. 1-2.
- Сидоров В. Диалогу нет альтернативы. (Интервью) // Ленинградская правда. — 1991, 20 апреля. — С. 4.
- Ярошецкий С. Азбука диалога или немного об особенностях «митинговой демократии» // Вечерний Ленинград. — 1990, 8 февраля. — С. 2.
- Аркатовский Д. Слышать друг друга // Вечерний Ленинград. — 1989, 6 ноября. — С. 2.
- Камбурова Р. Преустройство и на самите себе си // Работническо дело. — 1987, 5 юля (186). — С. 3. (на болгарском яз.)
- Рускова М. Магическа наука? (Кръгла маса: Жозеф М. Нютен, Ласло Гарай, Борис Паригин, Геролд Микула) // Народна Култура. — 1987, 22 (1609), 29 май. — С. 2. (на болгарском яз.)
- Гречук Н. Информация к размышлению? К действию! (Интервью) // Вечерний Ленинград. — 1987, 7 мая. — С. 1-2.
- Степанов А. Как завоевать авторитет. (Интервью) // Ленинградская правда. — 1986, 11 октября. — С. 2.
- Межвузовская конференция философов // Ленинградская правда. — 1984, 23 мая.
- Булавин В. Потенциал ударничества. (Интервью: Б. Д. Парыгин и Г. А. Муравьёв) // Смена. — 1982, 15 апреля. № 86. — С. 2.
- Буторова Л. Как найти «ключи». (Интервью) // Комсомольская правда. — 1974, 29 марта. — С. 2.
- Открытие личности // Смена. — 1974, 4 января. № 3. — С. 2.
- Негинский С. Когда до всего на свете… (Интервью) // Учительская газета. — 1974, 27 апреля. — С. 3-4.
- Я- Ты- Мы. Анатомия контакта. Диалог Б. Д. Парыгин — Л. В. Успенский // Клуб и художественная самодеятельность. 1974. № 14.
- Демушкин Е. Укрощение строптивой. (Интервью) // Литературная газета. — 1973, 5 декабря.
- Баскина А. Поговорим, друг! (Круглый стол: И. Кон, Б. Парыгин, А. Бодалёв, Ш. Надирашвили, А. Веккер) // Литературная газета. — 1973, 12 сентября. — С. 13.
- Лазарева Н. Можно ли раскрыть «второе дно»? (Интервью) // Неделя. — № 3 (671). 1973, январь. — С. 10.
- Хоть и не станет Рафаэлем // Смена. — 1973, 10 апреля. — С. 2.
- Социалната психология днес и утре // Студентска трибуна. — 1971, 17, 19. 01. — С. 1-3. (на болгарском яз.)
- НОТ в народного образование // Студентска трибуна. — 1970, 3, 13. Х. — С. 1-4. (на болгарском яз.)
- Активный — всегда оптимист. Ученые среды // Смена. — 1970, 30 декабря. — С. 2.
- Как сопромат… Первые шаги эксперимента // Вечерний Ленинград. — 1970, 24 июня. — С. 2.
- Социальная психология: проблемы и перспективы. (Интервью) // Молодежь Грузии. — 1970, 7 июля. — С. 4.
- Четырнадцатый факультет // Ленинградская правда. — 1969, 18 сентября.
- Социально-психологический факультет. Начался приём // Ленинградская правда. — 1969, 26 мая.
- Вершловский С. Педагогика и социология. (Интервью) // Учительская газета. — 1969, 15 марта. — С. 1-2.
- Павлова Н. Личность в системе «галактик». (Интервью) // Комсомольская правда. — 1968, 22 июня. — С. 4.
- Гринько А. И никаких «хобби» // Ленинградский Университет. — 1967, декабрь. — С. 3.
- Поговорим о настроении // Строительный рабочий. — 1967, 18 ноября. — С. 10-11.

### Рецензии, оценка, критика
- Материалы XIX Всероссийской Парыгинской научно-практической конференции с международным участием «Проблемы социальной психологии и социальной работы», 26 апреля 2024. — СПб.: СПбГУП, 2024. — 238 с. ISBN 978-5-7621-1289-5[153]
- Пасешникова Л. А. Научное наследие профессора Б. Д. Парыгина и новые вызовы современности / Проблемы социальной психологии и социальной работы: XVIII Всероссийская Парыгинская научно-практическая конференция с международным участием, 14 апреля 2023. — СПб.: СПбГУП, 2023. — 242 с. — С. 17-19. ISBN 978-5-7621-1237-6[154]
- Созинова М. В. Актуальность идей Б. Д. Парыгина в решении современных проблем, стоящих перед социальной психологией и социальной работой / Проблемы социальной психологии и социальной работы: XVIII Всероссийская Парыгинская научно-практическая конференция с международным участием, 14 апреля 2023. — СПб.: СПбГУП, 2023. — 242 с. — С. 20-21. ISBN 978-5-7621-1237-6
- Тонконогая Е. П. Вспоминая Б. Д. Парыгина — студента и профессора / Проблемы социальной психологии и социальной работы: XVIII Всероссийская Парыгинская научно-практическая конференция с международным участием, 14 апреля 2023. — СПб.: СПбГУП, 2023. — 242 с. — С. 22-23. ISBN 978-5-7621-1237-6
- Парыгин А. Б. Борис Парыгин (наброски по памяти). — Петербургские искусствоведческие тетради, выпуск 71, СПб.: АИС, 2022. — С. 103—110.
- Панферов В. Н. Б. Д. Парыгин — классик эпохи возрождения социальной психологии в СССР / Проблемы социальной психологии и социальной работы: XVII Всероссийская Парыгинская научно-практическая конференция с международным участием, 15 апреля 2022. — СПб.: СПбГУП, 2022. — 196 с. — С. 19-21. ISBN 978-5-7621-1176-8[155]
- Цветкова Н. А. Социально-психологическая структура личности в концепции Б. Д. Парыгина / Проблемы социальной психологии и социальной работы: XVI Всероссийская Парыгинская научно-практическая конференция с международным участием, 16 апреля 2021. — СПб.: СПбГУП, 2021. — 174 с. — С. 26-28. ISBN 978-5-7621-1131-7[156]
- Базаров Т. Ю. Возможно ли распределённое лидерство? // Психологическая газета. 2021, 7 мая[157].
- Mironenko I. A. Boris Parygin’s Personality Social Psychology / JOINT VIRTUAL MEETING CHEIRON AND ESHHS. JULY 9-11, 2020.  (англ.)
- Журавлев А. Л., Мироненко И. А. Постсоветский период в научном творчестве Б. Д. Парыгина Архивная копия от 9 октября 2020 на Wayback Machine (к 90-летию со дня рождения) // Институт психологии РАН. Социальная и экономическая психология", 2020. Т. 5. № 2 (18). — С. 443—460.
- Мироненко И. А., Журавлев А. Л. Эмпирические и прикладные работы в научном творчестве Б. Д. Парыгина Архивная копия от 24 октября 2020 на Wayback Machine (к 90-летию со дня рождения) // Психологический журнал, 2020, Т. 41, № 4. — С. 46-54.
- Морозова Е. С., Новокрещенова Е. Г. Жизнь, посвященная науке (к 90-летию со дня рождения Б. Д. Парыгина) Архивная копия от 11 апреля 2021 на Wayback Machine // В сборнике эссе студентов и учащихся школ по итогам Международных конкурсов эссе от 10.12.2020. СПб.: НОО Профессиональная наука. 2020. — С. 36-42. ISBN 978-1-00-582922-3
- Запесоцкий А. С. «Психологическая вселенная» Б. Д. Парыгина / Проблемы социальной психологии и социальной работы: XV Всероссийская Парыгинская научно-практическая конференция (с международным участием), 17 апреля 2020. — СПб.: СПбГУП, 2020. — 242 с. — С. 14-16. ISBN 978-5-7621-1093-8[158]
- Горшкова В. В., Тонконогая Е. П. Фундаментальные идеи Б. Д. Парыгина в теории социальной психологии / Проблемы социальной психологии и социальной работы: XV Всероссийская Парыгинская научно-практическая конференция (с международным участием), 17 апреля 2020. — СПб.: СПбГУП, 2020. — 242 с. — С. 16-18. ISBN 978-5-7621-1093-8
- Журавлев А. Л., Мироненко И. А. Об уникальности социально-психологических представлений Б. Д. Парыгина / Проблемы социальной психологии и социальной работы: XV Всероссийская Парыгинская научно-практическая конференция (с международным участием), 17 апреля 2020. — СПб: СПбГУП, 2020. — 242 с. — С. 18-22. ISBN 978-5-7621-1093-8
- Мироненко И. А. Личность ученого: Борис Дмитриевич Парыгин // В сборнике: Методология, теория, история психологии личности. Сборник статей. Ответственные редакторы: А. Л. Журавлев, Е. А. Никитина, Н. Е. Харламенкова. М. 2019. — С. 281—290. ISBN 978-5-9270-0397-6
- Журавлев А. Л., Мироненко И. А. Эмпирические и прикладные исследования Б. Д. Парыгина: историко-психологический аспект // Историческая преемственность отечественной психологии (методология, история и теория психологии) / Отв. ред. А. Л. Журавлев, Е. В. Харитонова, Е. Н. Холондович. — М.: Институт психологии РАН, 2019. — 545 с. — С. 189—198. ISBN 978-5-9270-0400-3
- Ардила, Рубен Pariguin, B.D. La Psicología Social como Ciencia Архивная копия от 10 февраля 2022 на Wayback Machine // Revista Interamericana de Psicología / Seccion Libeos. 2019. — С. 228-229.  (исп.)
- Горшкова В. В. Рыцарь социальной психологии (к 90-летию со дня рождения Б. Д. Парыгина) // Человек и образование. 2019. № 4 (61). — С. 160—164. ISSN 18157041
- Mironenko I. A. Personality as a Social Process: where Peter Giordano Meets Boris Parygin Архивная копия от 1 июня 2020 на Wayback Machine // Integrative Psychological and Behavioral Science, 2018, 52(2), 288—295: DOI 10.1007/s12124-018-9417-y  (англ.)
- Хусяинов Т. М. Парыгин Борис Дмитриевич: данные библиографии #1 Архивная копия от 14 февраля 2021 на Wayback Machine // История российской психологии в лицах: Дайджест. — 2017, № 3. — С. 85-90. ISSN 24157953
- Журавлев А. Л., Мироненко И. А. Вклад Б. Д. Парыгина в возрождение отечественной социальной психологии // История отечественной и мировой психологической мысли; судьбы ученых, динамика идей, содержание концепций. Материалы международной конференции по истории психологии «VI московские встречи» 30 июня — 2 июля 2016. М.: РАН. — 2016, № 5, — С. 279—288.
- Журавлев А. Л., Мироненко И. А. Вклад Б. Д. Парыгина в развитие отечественной социальной психологии Архивная копия от 31 марта 2020 на Wayback Machine // Социальная и экономическая психология 2016, Том 1. № 3. — С. 4-23.
- Журавлев А. Л., Мироненко И. А. Вклад Б. Д. Парыгина в возрождение отечественной социальной психологии (к 85-летию со дня рождения) Архивная копия от 23 января 2020 на Wayback Machine // Психологический журнал, 2015, № 5, — С. 117—124. ISSN 02059592
- Кольцова В. А. ПАРЫГИН Борис Дмитриевич / Персоналии / История психологии в лицах // Психологический Лексикон. Энциклопедический словарь в шести томах. Архивная копия от 24 февраля 2020 на Wayback Machine Редактор-составитель Л. А. Карпенко. Под общей редакцией А. В. Петровского. — М.: ПИ РАО, 2015. — С. 345.
- Борис Дмитриевич Парыгин 1930-2012 // Человек. 2012. № 4. — С. 185. ISSN: 0236-2007
- Парыгин Борис Дмитриевич [Некролог] // Психологический журнал. 2012. Т. 33. № 5. С. 126-128[159]. ISSN: 0205-9592
- Парыгин Борис Дмитриевич [Некролог] // Вопросы психологии. — 2012. № 3. — С. 171-173.
- Светлой памяти Бориса Дмитриевича Парыгина Архивная копия от 23 ноября 2019 на Wayback Machine // Социальная психология и общество. 2012. Том 3. № 2. — С. 154—156.
- Социальная психология сегодня: наука и практика. Конференция памяти ученого Б. Д. Парыгина / Материалы VIII Межвузовской н-п. кон. СПб.: СПбГУП. — 2013. 120 с.
- Запесоцкий А. С. В резонансе с эпохой: психологическая вселенная Б. Д. Парыгина Архивная копия от 28 октября 2020 на Wayback Machine // Национальный психологический журнал. № 1 (9) / 2013. — С. 33-37.
- Журавлев А. Л., И. А. Мироненко Система научных представлений Б. Д. Парыгина в области социальной психологии Архивная копия от 19 января 2021 на Wayback Machine // Психологический журнал, 2012, том 33, № 5, — С. 28-38.
- Ерженский Г. Л. История психологических исследований общения / школа Парыгина Б. Д. // в сборнике Психология общения. Энциклопедический словарь. Под общей редакцией Бодалева А. А.. М.: Когито-Центр. 2011. — 600 с.
- Бендюков М. А. Классику отечественной социальной психологии 80 лет Архивная копия от 9 октября 2020 на Wayback Machine // Человек. Сообщество. Управление. 2010. № 2. — С. 39-46.
- Бендюков М. А. Социально-психологическая теория Б. Д. Парыгина и вызовы XXI века (к 80-летию ученого) Архивная копия от 2 декабря 2020 на Wayback Machine // Методология и история психологии, 2010. Том 5. Выпуск 2. — С. 3152-157.
- Классик, или учитель учителей (к 75-летию со дня рождения Б. Д. Парыгина) // Вечерний Петербург, 2005. — С. 4.
- Неценко Г. А. Пособие обреченное на успех // ЛОИЭФ. Новости Alma Mater. 2004, 16 января. — С. 6.
- Алексеев П. В. Парыгин, Борис Дмитриевич // Философы России XIX-XX столетий. Биографии, идеи, труды. — 4-е изд., перераб. и доп. — М.: Академический проект, 2002. — 1152 с. — ISBN 5-8291-0148-3
- Трубников А. Философ гуманитарного века // Невское время. 2001, 16 марта. — С. 2.
- Парыгин Борис Дмитриевич / Профессора Российского государственного педагогического университета имени А. И. Герцена в XX веке. СПб.: РГПУ, 2000. — 392 с. — С. 211. Тираж — 1000 экз. ISBN 5-8064-0228-2
- Тепавичаров, Ивайло Младежката субкултура. София: Университетско издателство "Св. Климент Охридски". 2000. — 152 с. — С. 23-24.  (болг.)
- Karandashev V. N. Histoire de la psychologie sociale / Psychologie: Introduction à la profession. — 2000.  (фр.)
- Карандашев В. Н. История социальной психологии / Психология: Введение в профессию. М.: Смысл, 2000. — 288 с. — С. 56-57. ISBN 5-89357-079-0
- Research in Soviet Social Psychology (Recent Research in Psychology)/ Editors: Lloyd H. Strickland; Vladimir P. Trusov; Eugenia Lockwood. — New York: Springer New York, 1986. — 109 p. P. 2, P. 4, P. 7. ISBN 978-1461577478 ISBN 1461577470  (англ.)
- Bubelíni, Ján Sociálnopsychologická klíma pracovného kolektívu — niektoré teoretické a metodologické otázky Архивная копия от 8 февраля 2022 на Wayback Machine // Sociologický Časopis / Czech Sociological Review. — Roč. 22, Čís. 4 (1986). — S. 351-362.  (чешск.)
- Hrabě, Josef Kritika soudobé buržoazní sociologie armády. Praha: Naše vojsko, 1985. — 274 s. — S. 137.  (чешск.)
- Pavlica, Karel Zʹaklady vojenskʹe psychologie. Praha: Nase vojsko, 1985. — 662 s. — S. 246-251.  (чешск.)
- Цимбалюк В. Д. Рецензия на книгу Б. Д. Парыгина «Социально-психологический климат коллектива», 1981 Архивная копия от 7 апреля 2008 на Wayback Machine // Вопросы психологии. С. 163—164.
- Сетов О. А. Научно-техническая революция и личность // Психологический журнал. 1981. Том 2, № 2. — С. 159—160.
- Uring, Reet Suhtlemine, informeeritus ja subjektiivne informatiivsus // Nõukogude KOOL. Tallinn. Nr. 11. 1980. — Lk. 17-18.  (эст.)
- Skalková, Jarmila; Skalka, Jarolím Kapitoly z pedagogiky politického vzdělávání. Praha: Nakl. Svoboda, 1979. — 193 s. — S. 146.  (чешск.)
- Sychev U. V. The Individual and the Microenvironment. Progress Publishers, 1978. — Р. 8, 25, 64.  (англ.)
- Сэтов О. Технiчний прогрес, суспiльство i людина // Дзержинец. 1978, 29 апреля. — С. 2.
- La science de la psychologie // Problèmes politiques et sociaux. — Paris: La Documentation française, 1975. — Numéro 262. — P. 9-10.  (фр.)
- La science de la psychologie grands enfants // Série U.R.S.S. — Paris: La Documentation française, 1974. — Numéro 37. — P. 10.  (фр.)
- Громов В. Встреча слушателей ф-та социальной психологии с Людмилой Белоусовой и Олегом Протопоповым // Советский учитель. 1973, 23 января.
- Аполлонов В. Встреча слушателей ф-та социальной психологии с социальными психологами из Голландии // Советский учитель. 1972, 5 января.
- Абалкин Л. И. Политическая экономия и экономическая политика. — М.: Мысль. 1970. — 232 с. — С. 193.
- Полякова О., Ильин Л. Откуда берутся социальные психологи // Советский учитель. 1970, 27 мая. — С. 2.
- Милославова И. Первые итоги // Советский учитель. 1970, 20 января. — С. 1.
- Положение о социально-психологическом факультете ЛГПИ им. А.И. Герцена // Советский учитель. 1969, 27 мая. — С. 4.
- La psychologie collective // Sciences Sociales. — Unesco, 1968. — 510 s., S — 218-221.  (англ.) (фр.)
- Priirimä H. Mõningate sotsiaalpsühholoogiliste momentide arvestamisest õppetöös Архивная копия от 7 июня 2020 на Wayback Machine // Nõukogude KOOL. Tallinn. Nr. 2 Veebruar 1968. — Lk. 86-89.  (эст.)
- Общественное настроение // Наука и жизнь. М.: Правда. 1968. Выпуск 1. — С. 118.
- Социальная психология / Бахрушинские чтения. — Новосибирск: Наука/ Сибирское отд. Том 1. 1968. — С. 20-21, 109.
- Социальная психология // Философские науки. — М.: Высшая школа. 1967. Выпуск 1. — С. 142-143.
- Tschacher, G; Kretschmar, A. Konkret-soziologische Forschung in der UdSSR Архивная копия от 7 февраля 2022 на Wayback Machine // Deutsche Zeitschrift für Philosophie. — Berlin. Band 14, Ausgabe 8, (Jan 1, 1966). — S. 1008.  (нем.)
- Миндлин И. Б. Первые шаги // Новый мир. 1966. № 8.
- Костикова И. В. Обсуждение книги Б. Д. Парыгина «Социальная психология как наука» // Вестник Московского университета/ Философия. — М.: МГУ. Серия VII. Тома 21–22, 1966. — С. 15, 50-52.
- Pirojnikoff, Leo A. & Bertone C. M. Some Basic Assumptions of Soviet Psychology. Presented at the Far Western Slavic Conference, University of California, 30 April, 1966. — Berkeley. — 1966. — 12 p.  (англ.)
- Social Psychology // The Current Digest of the Soviet Press. — Pittsburgh: American Association for the Advancement of Slavic Studies. — 1966. Volume 18, Issues 37–52. — P. 13.  (англ.)
- Gesellschaftswissenschaftliche // Wissenschaftliche Zeitschrift. — Die Schule. — 1966, Band 10. — S. 295.  (нем.)
- Ветлугин В. Проблемы возрожденной науки // К новой жизни. 1966. № 3.
- Асеев В. А., Зотова О. И. Обсуждение книги «Проблемы общественной психологии» // Вопросы психологии. 1966. № 3.
- Socijalna psihologija // Naše teme. — Zagreb. 1964. Svezak 8, brojevi 5–8. — S. 787-789.  (хорв.)
- Psychosociológiou // Filozofia. — Bratislava: Ustav filozofie SAV, 1964. Svazek 19. — 274 s. — S. 208.  (словац.)
- Parygin B. D. / Technical Translations. — U.S. Department of Commerce. Volume10. Number 1. 1963. — P. 7.  (англ.)
- Sociální psychologie // Československá psychologie. — Praha: Psychologický ústav AV ČR. Svazek 7. — 1963. — S. 101-103.  (чешск.)
- (The heritage of sociology) 361-540 大政 Parygin, Boris Dmitrievich. 10361-277 Bd. 2. 明治大学図書館増加図書目録. Meiji Daigaku. Toshokan. — 1962. — P. 183.  (яп.)
- Ближе к жизни! (По страницам «Вестника ЛГУ») // Вопросы философии. — 1960. № 7. — С. 161.
- Ефимов В. Т. Научное совещание по вопрососам марксистско-ленинской этики // Вопросы философии. — 1959. № 7. — С. 189-190.
- Обзор статей поступивших в редакцию // Вопросы философии. — 1957. № 3. — С. 150.

## Память

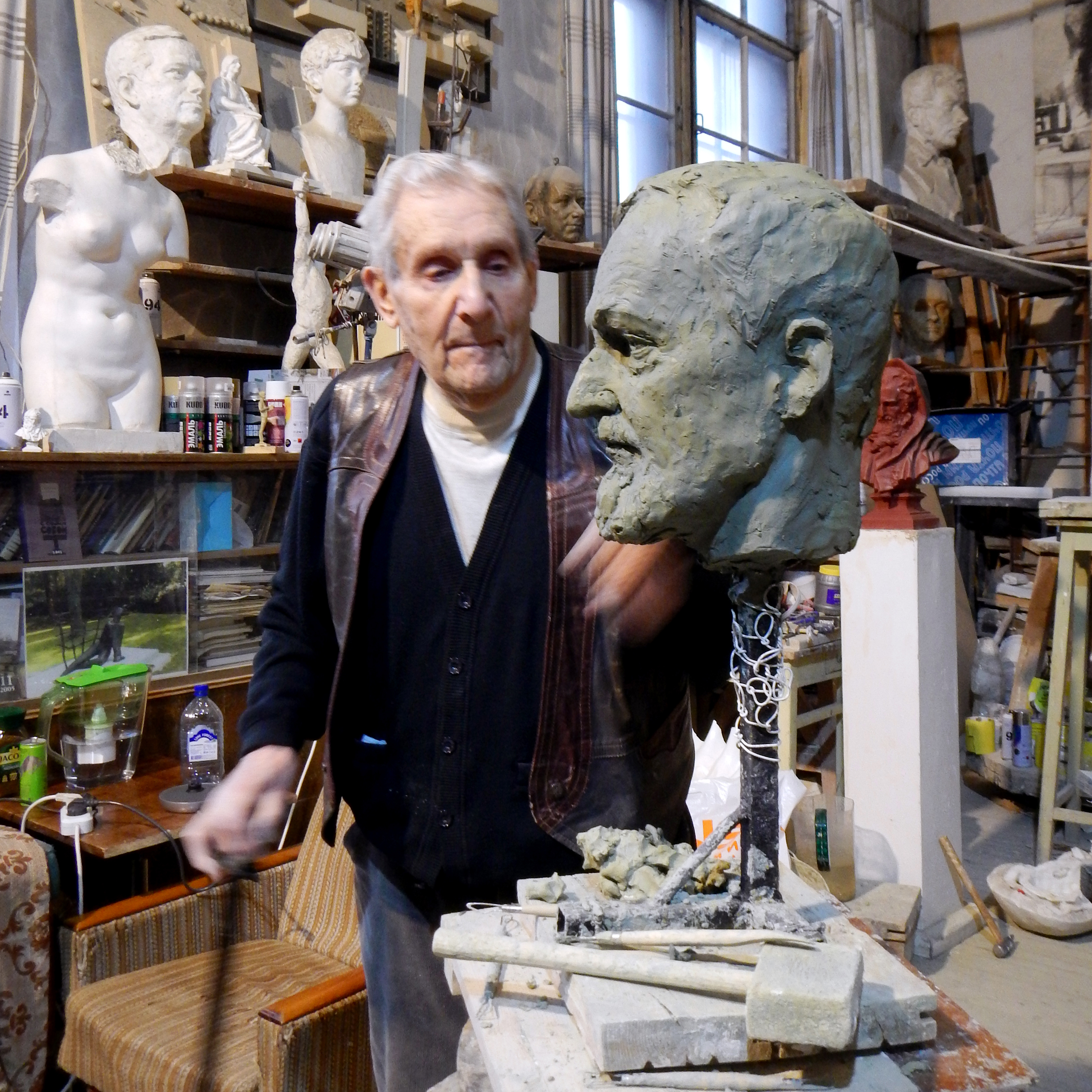
Г. Д. Ястребенецкий работает над портретом. СПб. 2020

В конце 2023 года портрет Б. Д. Парыгина (А. А. Корольчук, 2023, бум., сепия), в числе пятидесяти двух других, был включен в портретную галерею «Выдающиеся ученые и деятели культуры в истории Герценовского университета», расположенную на втором этаже главного корпуса РГПУ им. А.И. Герцена.
16 апреля 2021 года в холле 3 этажа учебного корпуса СПбГУП состоялось открытие памятной доски и отлитого в бронзе скульптурного портрета ученого, работы Григория Ястребенецкого, неоднократно переносившееся, из-за ограничительных мер в связи с пандемией COVID-19 событие, было приурочено к прошедшему в 2020 году 90-летию со дня рождения ученого.
С 2012 года, каждый год, как правило в апреле Санкт-Петербургский Гуманитарный университет профсоюзов проводит однодневную «Всероссийскую Парыгинскую научно-практическая конференцию» с международным участием, организовываемую кафедрой социальной психологии университета (с изданием сборника материалов).
Ежегодно, ко дню открытия конференции, Научная библиотека им. Д.А. Гранина, СПбГУП, организует фотовыставку и выставку научных трудов Б. Д. Парыгина.
По статистике ресурса Pantheon.World, по итогам 2020 года, Борис Парыгин занимал 20-е место среди русских философов за всю историю государства, 827-е в числе популярных мировых философов и 907-е место среди всех биографий людей из России.
17 октября 2012 года на факультете психологии Санкт-Петербургского государственного университета прошёл симпозиум — «Вклад Бориса Дмитриевича Парыгина в развитие социальной психологии». Руководители: профессор Л. Г. Почебут и профессор А. Л. Свенцицкий. С докладами выступили: Свенцицкий А. Л., Семенов В. Е., Бендюков М. А., Мельникова А. А., Почебут Л. Г., Мироненко И. А., Меньщикова А. Л., Короткина Т. И. и другие.